# 横須賀海軍施設ドック
横須賀海軍施設ドック（よこすかかいぐんしせつドック）は、神奈川県横須賀市の在日アメリカ海軍横須賀海軍施設内にあり、米海軍および海上自衛隊の艦艇修理に使用されている6基のドライドックである。最古の1号ドックは横須賀造船所時代の明治4年（1871年）に完成しているが、現在もなお使用されている。最大の6号ドックは大和型戦艦の建造ならびに修理・改造を行うことを目的とし、昭和15年（1940年）に完成したドックであり、現在は米海軍空母の修理などに使用されている。
（文中の年代については、明治6年以前は参考文献から何日の出来事であったかわかるものは和暦（西暦）の形で日まで表記し、日までわからないものは和暦の年号をもとに和暦（西暦）で標示した。また明治6年の明治改暦以降についても、明治6年以前の表記と統一性を持たせるために和暦（西暦）の表記とした。）

## 概要
開国後、江戸幕府は西洋式の艦船の建造を開始し、また諸外国から艦船の購入を進めるようになった。そのような中で西洋式の艦船を建造し改修、修理する施設の必要性が高まっていった。江戸幕府は主にフランスの援助を仰ぎ、小栗忠順、レオン・ロッシュらが適所を検討した結果、現在の横須賀の地に慶応元年（1865年）に横須賀製鉄所（後の横須賀造船所）が開設された。そして艦船を改修、修理する横須賀製鉄所内の主要施設として、慶応3年（1867年）にドライドックの建設が開始された。現在の横須賀海軍施設1号ドックである。
大政奉還から王政復古の大号令に至る一連の流れにより江戸幕府が廃され、明治政府が成立するが、横須賀造船所の建設は幕府時代と同様に進められることになった。1号ドックは明治4年（1871年）に完成し、引き続き3号ドック、2号ドックが建設された。1号ドック、3号ドックの建設時まではレオンス・ヴェルニーなどフランス人技術者のもとでドック建設が進められていたが、2号ドックについては設計段階ではフランス人が携わったものの、実際の工事場面では横須賀造船所で技術を学んだ恒川柳作が総責任者となってドックを完成へと導いた。その後恒川は日本各地でドック建造に携わることになり、日本のドライドック建設の草分け的な存在となった。
横須賀造船所は組織改革などを経て、横須賀海軍工廠となり、日本の海軍力増強に伴い規模の拡大が進んだ。そのような中、明治38年（1905年）には軍艦の大型化に対応した4号ドックが完成し、さらに大正5年には第5号ドックが完成した。5号ドックは当時激しさを増していた列強の建艦競争の中、完成直後に延長工事が行われることになり、大正13年（1924年）に延長工事は完成した。なお4号ドックも昭和3年（1928年）に艦艇の大型化などに対応するために延長工事が開始され、翌昭和4年（1929年）に完成した。
日本は昭和9年（1934年）にワシントン海軍軍縮条約からの脱退を宣言し、昭和11年（1936年）にはロンドン海軍軍縮条約からも脱退し、その結果激しい海軍の軍拡競争が行われることになった。そのような中、昭和10年（1935年）に大和型戦艦の建造および改修、修理が可能な大規模なドックとして、6号ドックの建設が開始され、また昭和11年（1936年）には、明治初年に完成した1号ドックの延長工事が行われた。6号ドックは昭和15年（1940年）に完成し、6号ドックを使用して当初大和型戦艦の三番艦となる予定であった信濃が建造されたが、進水後呉海軍工廠へ回航される途中、米潜水艦アーチャーフィッシュの魚雷攻撃を受け沈没した。なお、4号ドックでは昭和18年（1943年）から昭和19年（1944年）にかけて再延長工事が行われ、1号から6号ドックは現在の規模となった。
終戦後、横須賀海軍工廠はアメリカを中心とした連合国軍に接収されることになり、1号から6号ドックもまた接収された。昭和22年（1947年）には米海軍艦船修理廠が発足し、各ドックではアメリカ海軍艦船の改修、修理が行われるようになった。特に横須賀が米第七艦隊の事実上の母港として空母の配備が開始されると、最大の6号ドックでは米空母の改修、修理が行われるようになった。令和初期の現在も、明治初年に完成した1号ドックを始めとする、戦前に造られたドライドックでは米海軍、海上自衛隊の艦船の改修、修理が行われ続けている。

## ドライドック建設に至る経緯

### 鎖国の終焉と艦船修理需要の発生
嘉永6年（1853年）、ペリー艦隊が来航し、翌嘉永7年（1854年）には日米和親条約が締結され、日本の鎖国体制は終焉を迎えた。そのような中、江戸幕府は嘉永6年（1853年）9月、これまで禁止していた荷物船以外の大型船の建造を認めることとした。これは諸外国の船が相次いで日本へ来航する状況を踏まえ、軍艦の建造を可能とすることを狙ったものであった。早速幕府は浦賀にて鳳凰丸の建造を開始し、その後も艦船の建造を継続し、さらに欧米各国から艦船の購入を進めた。
幕府が艦船の建造と購入を進めていく中で、保有する艦船の修理を行う必要性が高まってきた。幕府が購入した艦船の多くが中古船であったうえ、慣れない西洋式の艦船の操船で、事故によって船が損傷することも多かったことが修理の必要性をより高めた。幕府はまず、湾が深くかつ水深もあるため、風待ちの港として利用されてきた浦賀に艦船の修理場所を設けた。しかし浦賀は狭い湾の周囲に山が迫っている上に、これまで港町として繁栄していたために広い土地が取れず、恒久的な艦船の修復場所としては適さないとの意見が出されるようになった。
そのような中、注目されるようになってきたのが横須賀と長浦であった。特に横須賀では万延元年（1860年）に座礁したアメリカ船の修理を行って以降、オランダ船やイギリス船の修理が行われており、港湾としての有用性が注目されるようになっていた。
幕府は安政2年（1855年）に長崎海軍伝習所を開き、文久元年（1861年）には長崎製鉄所となり、製鉄所、造船所に当たる設備を持つようになっていた。しかし長崎は江戸から遠い九州にあって外様大名の勢力に囲まれており、また設備的にも本格的なものにはほど遠く、江戸に近い場所で本格的な製鉄や造船の機能を備えた施設の建設が望まれるようになった。
文久2年（1862年）、幕府は長崎でオランダ人技師から江戸近辺で製鉄所の建設を開始するに当たり、アドバイスを受けた。オランダ人の技師からは、当時の長崎製鉄所の設備は貧弱であり大規模な船の建造や修復は出来ないこと、そしてフランスのトゥーロン、シェルブールなど、当時のヨーロッパ最先端の製鉄、造船施設のあらましについて説明を受けた。さらに江戸の周辺は水深が浅く、また河川からの砂の流入で砂底のため、製鉄所の建設には適さないとの意見を受けた。
同年、幕府は横浜から三浦半島付近を視察して製鉄所の適所を探す試みも行った。しかし文久2年8月21日（1862年9月14日）、生麦事件が発生し、幕府と諸外国との外交関係が緊迫する中、江戸に近い場所での製鉄所建設計画はいったん中断された。

### 横須賀製鉄所の建設開始とヴェルニーの仲間入り

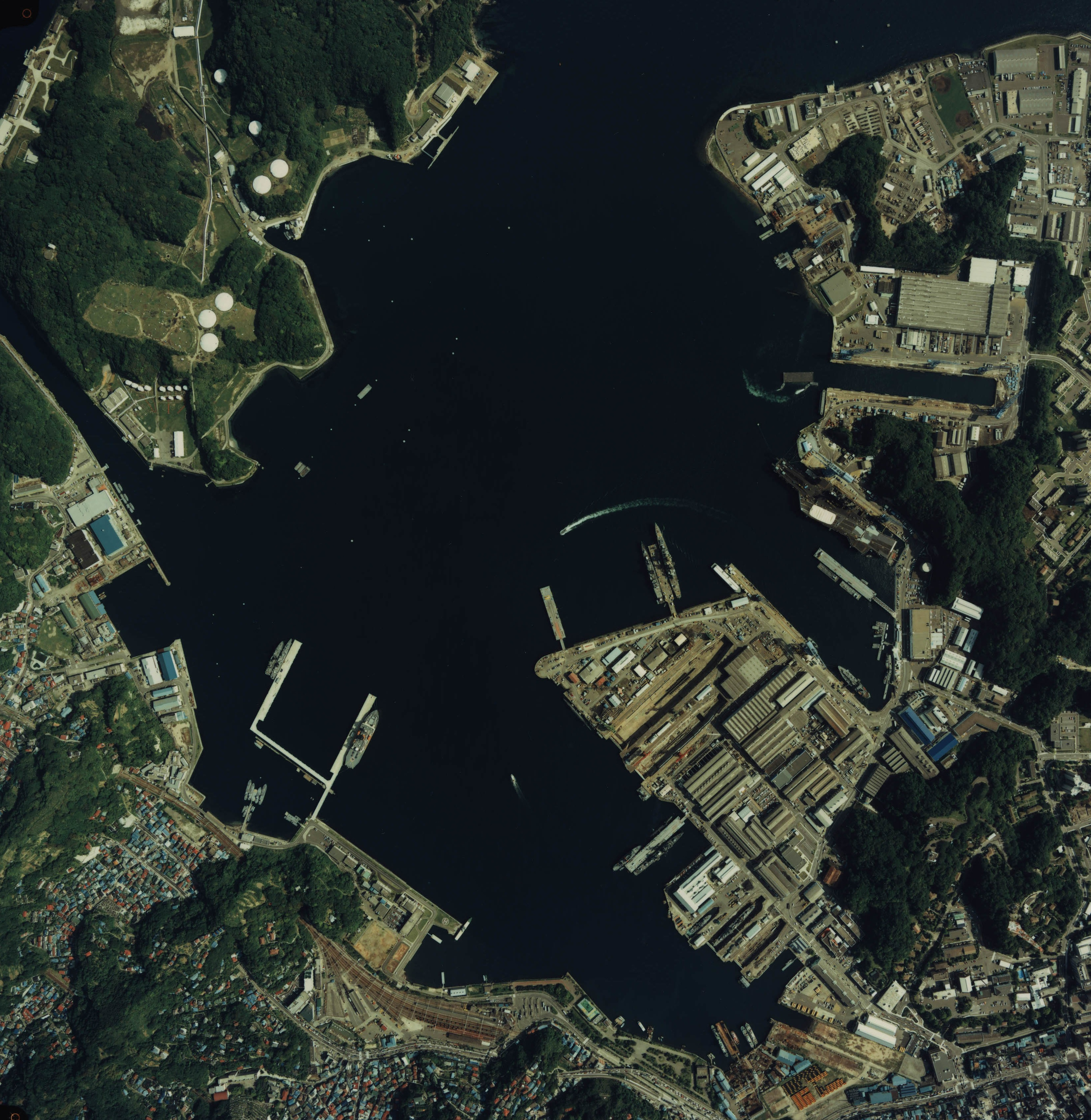
1983年撮影の横須賀港航空写真。周囲が丘陵地に囲まれ波が静かな上に、湾内の水深も深い。

いったん頓挫した江戸近くでの本格的な製鉄所建設計画であるが、元治元年（1864年）に入って動き出した。まず元治元年3月22日（1864年4月27日）、フランスの新しい公使としてレオン・ロッシュが着任した。ロッシュはイギリスが幕府から距離を置く立場を取るようになる中、逆に幕府へ接近する姿勢を見せた。また同年8月には小栗忠順が幕府の勘定奉行に再任され、同じ頃、フランス語が堪能である栗本鋤雲が目付に抜擢された。
当時幕府が諸外国から購入した艦船は中古船が多く、幕府はその修復に頭を悩ませていた。そこでフランス語が堪能な栗本に白羽の矢が立てられ、幕府が所有していた蒸気船翔鶴丸の修復についてフランスに依頼するように命じられた。栗本はロッシュと交渉したところ、日本側と接近する好機会と捉えたロッシュは、横浜港に停泊していたフランス艦隊に赴き、艦隊の司令官ジョレスに翔鶴丸修理の了承を取り付け、フランスの手によって修復作業が行われることになった。その結果2か月足らずで完璧な修理が行われ、勘定奉行の小栗らがフランスの技術を導入して製鉄所の建設を進めるきっかけとなった。
元治元年11月3日（1864年12月1日）、小栗は栗本とともにロッシュと面会した。小栗は日本独自の造船所建設への意欲を述べ、造船所建設に当たり技術指導を行える人材の紹介を依頼した。ロッシュはフランス艦隊司令官のジョレスと相談した上、翌日小栗に対し、フランスにあるような本格的な造船所や修船場の建設を勧め、本格的な造船所や修船場を建設するのならば最初に良い技師、機械を精選することが重要であることを指摘し、フランスがそのための協力を惜しまないこと、これまでナポレオン3世の命で上海にて5艘の船を建造したレオンス・ヴェルニーという造船技師が任務を終えて帰国するところなので、日本側からの正式要請があれば日本へ来るように斡旋することを回答した。ロッシュの提案に対する幕府の回答はすばやかった。元治元年11月10日（1864年12月8日）、ロッシュに対して製鉄所建設と船舶建造の経験を持つフランス士官の派遣を正式に依頼する文章を交付した。

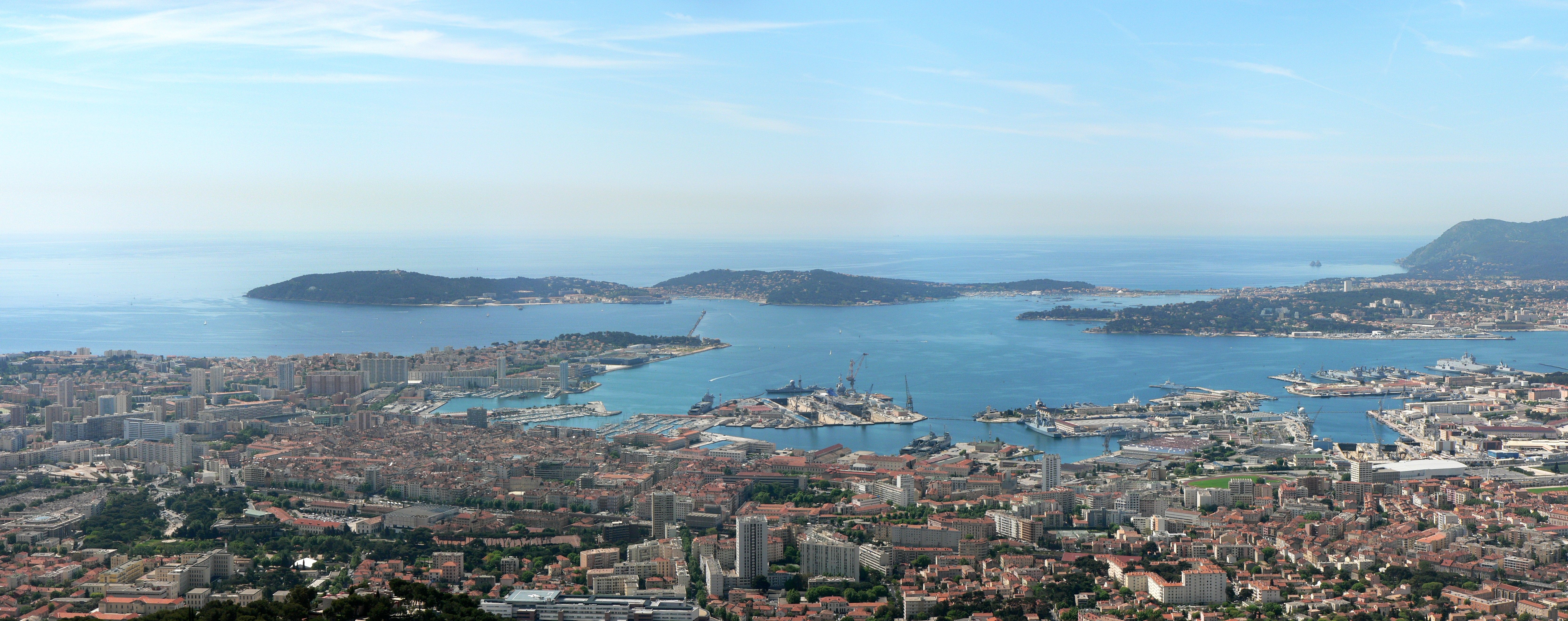
フランスのトゥーロン遠景。横須賀はその地形がトゥーロンに似ているとされた。

元治元年11月26日（1864年12月24日）、フランス艦隊司令官ジョレスらフランス海軍の関係者、ロッシュ、小栗、栗本らは造船所の建設候補地の見分を行った。まず幕府が第一の候補地としていた長浦へ向かい、測量を実施したところ湾内に浅瀬があって大型艦船の航行に問題があることが判明した。続いて隣の横須賀へ向かい、湾内を測量してみたところ水深が深く、また地形的な立地条件がフランス最大の軍港の一つであったトゥーロンに類似していることから、横須賀を建設候補地とすることとした。そして元治元年12月2日（1864年12月30日）から翌元治2年（1865年）正月にかけて、幕府独自に横須賀の測量を実施した。
元治元年12月8日（1865年1月5日）、ロッシュは老中諏訪忠誠の屋敷で、諏訪と老中阿部正外、老中水野忠精の3名の老中と会見した。ロッシュは幕府の造船所建設計画に対し、多額の費用と長い期間がかかることを認めた上で、日本を強国にするための基礎となるものなので、必ず建設すべきであるとの意見を述べた。すると老中らからは必要性については十分に認識しているものの、破綻状態に近かった幕府の財政事情をロッシュに説明し、困難さを訴えた。当時の厳しい財政事情もあって造船所建設には反対意見も出されていたが、結局小栗らが押し切った。またこの時の会談で、ロッシュから先日推薦した造船技師ヴェルニーが近日中に来日することが伝えられ、ヴェルニーが来日したら幕府が所有する機械類について確認してもらい、足りない機械類はフランスで購入することを提案し、了承を得た。
ヴェルニーは元治2年（1865年）1月、上海から来日した。ヴェルニーは当時27歳の海軍の技術士官であった。彼はまず幕府が所有している機械類の確認と、造船所建設予定地である横須賀を視察した。ヴェルニーは横須賀を造船所建設の好適地と認め、幕府から依頼された造船所建設事業を引き受ける決心を固め、横須賀製鉄所建設の原案を作成した。建設原案の中で横須賀について、周囲が丘に囲まれた広くて波が静かであり、かつ水深が深く、船舶を泊めるに適した湾である上に、地質が粘土質であるため、山を削って海を埋め立てて、ドックや工場を建設するのに都合が良い場所であるとした上で、2基のドライドックの建設などを提案した。このヴェルニーの提案はほぼ認められ、元治2年1月29日（1865年2月25日）、幕府はロッシュに『製鉄所約定書』を交付し、フランス側と正式に横須賀製鉄所の建設に関する契約を取り交わした。そして元治2年2月4日（1865年3月1日）、ロッシュから幕府側に横須賀製鉄所の土木工事計画図が示された。計画図にはヴェルニーが提案した通り、2基のドライドックが計画されていた。ロッシュの示した土木工事計画図に基づき、元治2年3月12日（1865年4月7日）、横須賀製鉄所の建設用地約23.76ヘクタールが正式決定された。
元治元年（1865年）2月、ヴェルニーは製鉄所で使用する機械の購入や、製鉄所建設を担う技師を募集するためにいったんフランスへ帰国した。製鉄所建設の責任者であるヴェルニーの帰国中、アメリカが巻き返しを図った。慶応元年（1865年）8月、アメリカ公使館はフランスが推薦するドライドックではなく、浮きドックの採用を勧めてきたのである。結局万延元年遣米使節がアメリカで浮きドックを見学した際などで得られた、「浮きドックは耐用年数が短い」と言う知見を基に、アメリカ側の提案を拒絶することになる。
しかしドックの建設計画が進められていく中でヴェルニーにも迷いが生じた。ヴェルニーを悩ませたのはドックの耐震性の問題であった。ヴェルニーと幕府側はドックの耐震性の問題について協議していた。ヴェルニーは浮きドックは耐用年数や維持管理費用のことを考えると望ましくないとしたものの、建設費用がドライドックの約三分の二であり、しかも耐震性の問題を考慮すると必ずしも不利とは言えないのではないかと考えたのである。ヴェルニーはフランス海軍省にドック建設についての技術的な検討を依頼した。結局、当初の建設計画では浅瀬を埋め立てて建設する予定であったものを、丘を崩し、その上で更に地面を掘り込んで建設する計画に改められた。
ところで幕府側に浮きドック建設を勧めたアメリカ側はすぐには引き下がらなかった。その後も横須賀製鉄所のドライドック建設には長い日時を要するとして、製鉄所のドライドック建設と並行して近隣に別に浮きドックを設ける提案を行ったり、更には横須賀製鉄所近くにアメリカ商船の修理用のドライドック建設をほのめかしたりした。結局アメリカ側の要求を幕府側は最後まで認めることはなく、ヴェルニーを責任者とするフランスの支援を受けてドライドックが建設された。

## 1号ドックの建設

### ヴェルニーの奔走

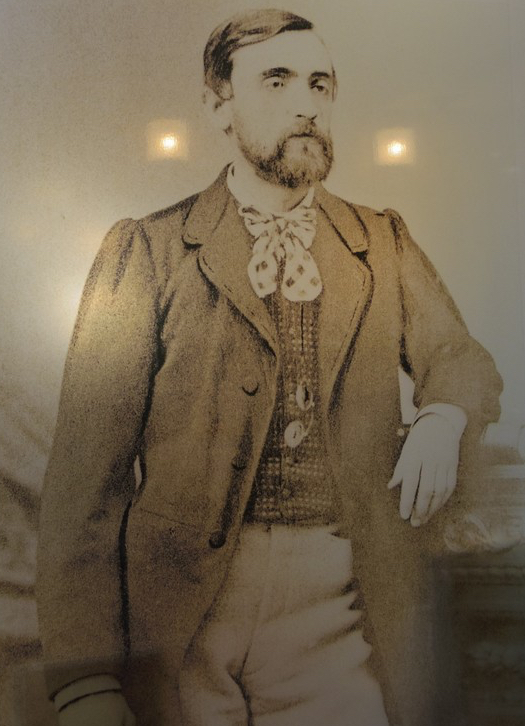
レオンス・ヴェルニー

わずか27歳にして一大プロジェクトを任されたヴェルニーは、フランスで横須賀製鉄所建設に必要となる機械と人材の確保に奔走した。ヴェルニーの前には一儲けをもくろみ機械を売り込もうとする商人や、技術者が大勢おしかけたというが、ヴェルニーは彼らを一切相手にすることなく自らの目で機械と技術者を選んでいった。当初若いヴェルニーに一大プロジェクトを任せることに不安を感じていた多くの幕府要人たちも、そのようなヴェルニーの姿に信頼感を深めていった。
ヴェルニーがフランスで横須賀製鉄所建設に必要となる機械と人材の確保に奔走する間、横須賀では製鉄所の建設工事が始まっていた。慶応元年9月27日（1865年11月15日）には横須賀製鉄所の鍬入式が挙行され、製鉄所建設予定地の整地が開始された。土木作業では経費節減のために人足寄場の人足を動員してみたが、土木作業の経験が全くない者が多かったため著しく作業効率が悪く、1年ほどで中止となった。なお後の明治政府も財政難のため改めて人足寄場の人足を動員する。そのような中、慶応2年（1866年）5月、ヴェルニーは日本に戻り、本格的に横須賀製鉄所建設事業に取り組むことになる。
ヴェルニーは横須賀製鉄所の中核施設となるドライドックの建設に際し、様々な点について検討し、決定していった。まずその立地である。1号、2号、3号ドックはそれぞれ隣接しているが、ドック建設時に小さな入江をいくつか埋め立てはしたものの、基本的に埋立地ではなく地山であり、特に2号ドックから3号ドックにかけては標高約45メートル程度の白仙山と呼ばれていた丘を切り崩している。続いて建設予定地の土質については、更新世に形成された、粘着度が強くかつ水を通しにくいシルトが固結した軟岩の土丹と呼ばれる種類の強固な土質であり、掘削が困難という欠点はあるものの、ドックの建設中に大規模な土留めを必要とせず、さらに建設後はほぼ全体が海水面下となるドック本体が生み出す浮力によって発生する不等沈下が起こりにくい、ドックの安定性、耐久性を保つには最高といえるものであった。1号ドックは1877年（明治10年）に渠口部が崩壊する事故が発生したものの、その後関東大震災時にも地盤の液状化現象などによる大きな破損を生じることはなく、これはドック建設場所の地盤の良さを示している。
さらにドライドックを建設するに当たり、考慮せねばならないのが風向きである。通常ドライドックは主に風が吹く向きに建設される。これは船舶が出入渠する際に横風が当たるのを防ぎ、船舶が入渠して排水が終わってから船体全体が乾くまでの時間をなるだけ短くして作業の効率化を図り、さらに作業中常に風が吹き込むようにして入渠した船舶とドックの床面や側面が常に乾いた状態にして、作業が進めやすい環境にする意味合いがある。そのため建設地での風向きを把握した上で、ドックの設計がなされることになる。
ヴェルニーがドライドック建設に際してとりわけ心を砕いたのが、ドライドックに用いる石の選定であった。ヴェルニーは慶応3年（1867年）の4月から5月にかけて、武蔵、相模、伊豆の各地の石材産地を回り、ドック建設に適した石材探しに奔走した。結局現在の神奈川県真鶴町から静岡県熱海市にかけて産する、安山岩質の本小松石が最適であると判断し、ドック建設に使用されることになった。

### 1号ドックの建設開始

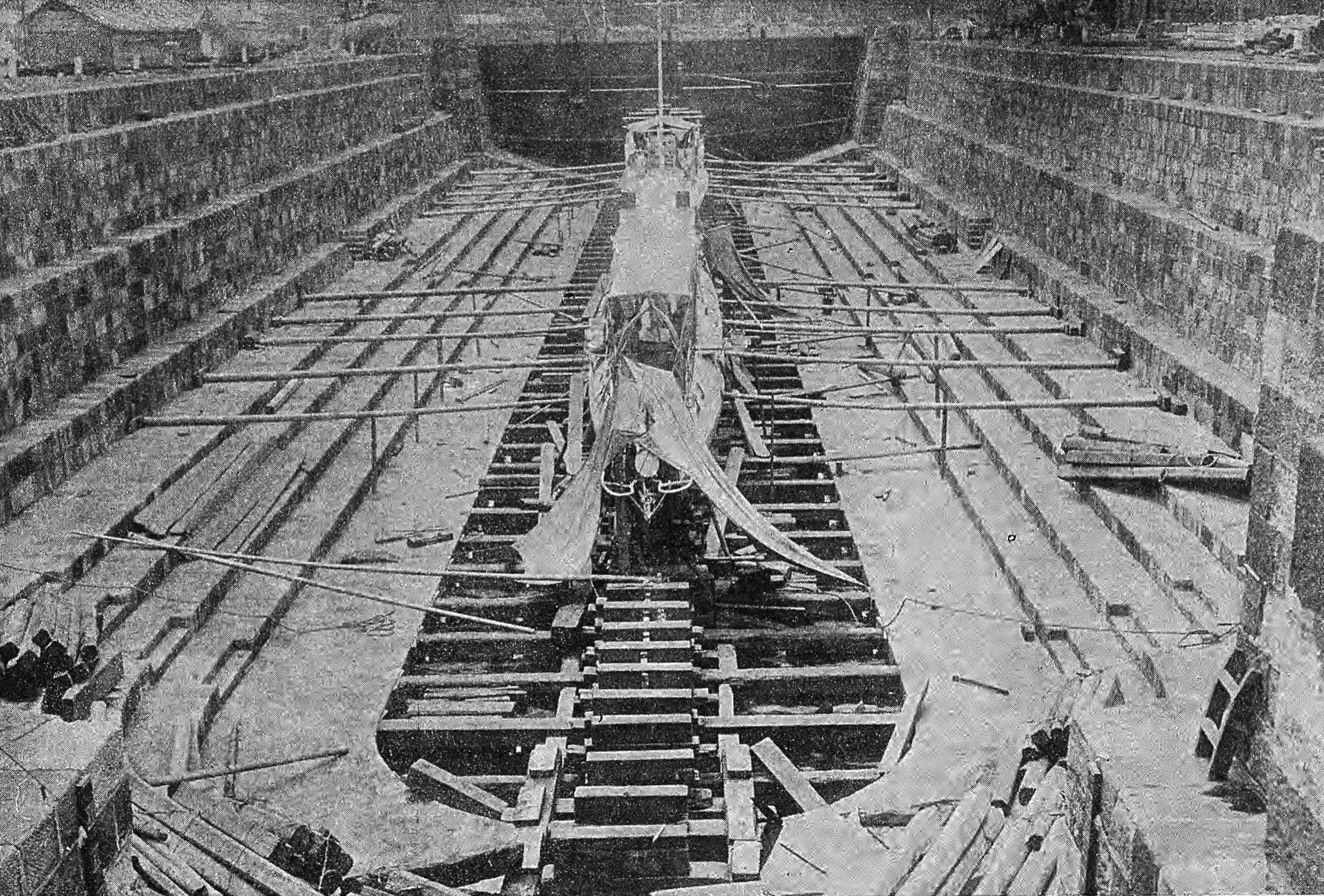
明治期の1号ドック

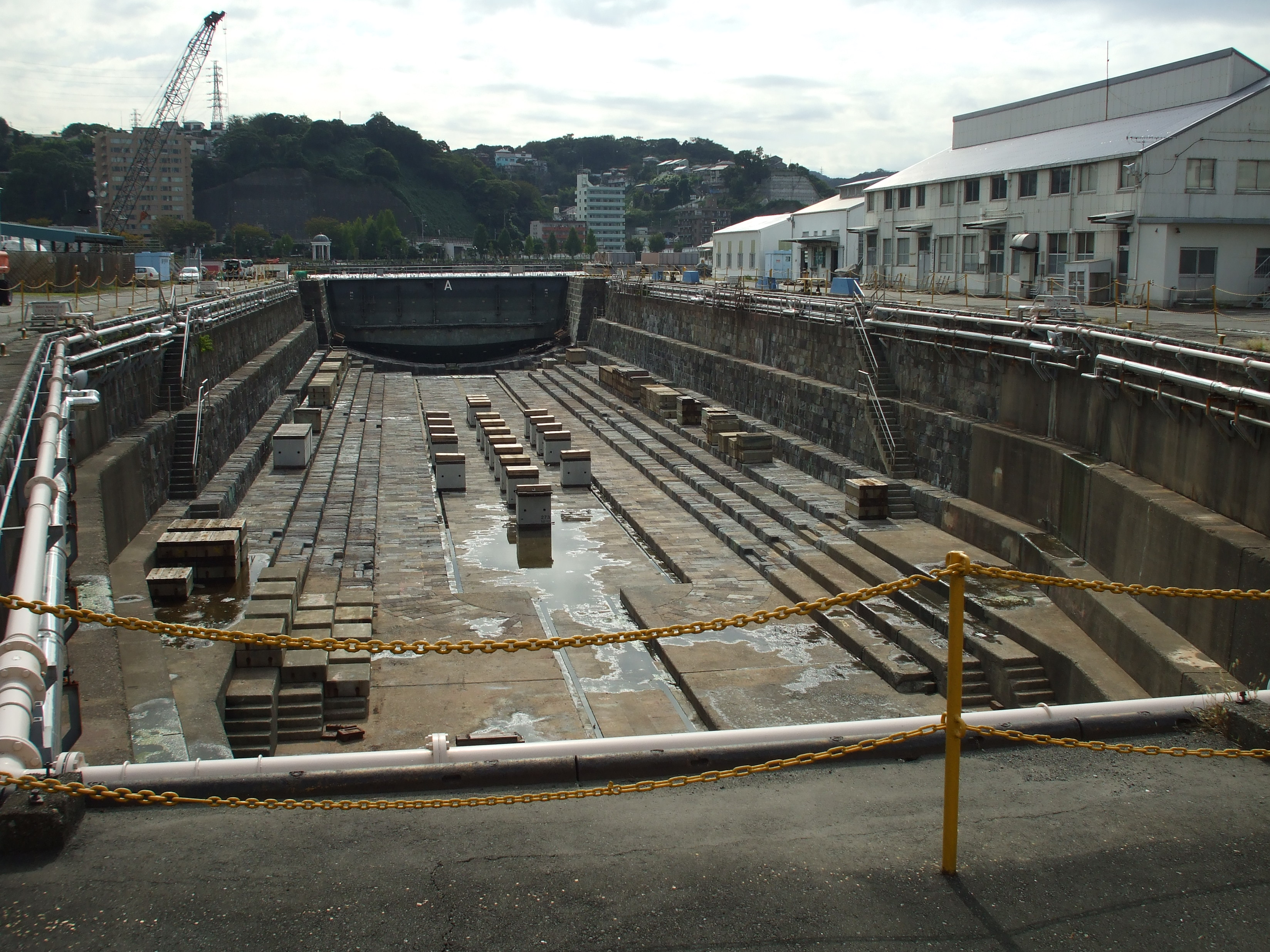
1871年に完成し、現在も使用されている横須賀海軍施設1号ドック。

ヴェルニーがドックに使用する石材探しに奔走する直前の慶応3年（1867年）3月、第1号ドックが着工された。着工後の慶応3年10月14日（1867年11月9日）、大政奉還が行われ、続いて慶応3年12月9日（1868年1月3日）に王政復古が宣言され、徳川幕府が終焉し、新政府が樹立されることになった。慶応4年閏4月1日（1868年5月22日）には新政府の東久世通禧、鍋島直大、寺島宗則らが横須賀製鉄所に来所し、横須賀製鉄所の接収を行った。接収後、横須賀製鉄所事業の重要性を認識していた新政府は、これまでと変わることなく事業を推進していくようヴェルニーに通告した。
1号ドックの設計はヴェルニーとヴェルニーのもと建築課長を務めていたL.F.フロランが行ったものと考えられている。1号ドックは当初全長約115メートルの計画であったが、工事途中に設計が変更され、約9メートル長い全長約124メートルとなった。工事監督は当初ツーロンの造船所で働いていたペリコが務めていたが、能力的に問題があったようでわずか2か月で同じくツーロンの造船所で働いていたデュモンと交代した。なお施工は幕府海軍御用達であった橋本長左衛門らが請け負った。
1号ドックの工事は、まずドック予定地前の海を締切堤で仕切ることから始められた。続いて締切堤の内部の海水を抜き、ドック本体の掘削が開始された。ドック本体の掘削に続いてドックに石を組む作業が行われた。先述のように真鶴から熱海付近から運ばれた安山岩質の新小松石が石材として使用された。石材の購入代金は当時の金額で18370両であった。一般的に船の修復用のドックは船の建設用ドックよりも底の部分が厚く造られる。これは既に完成された船の方が建造中の船よりも重いことによる。船の修復用ドックとして建設された第1号ドックも、そのあたりの事情が考慮されて造られたと考えられるが、現在に至るまで現役で使用され続けているために石組みの具体的な方法や厚さなどはこれまで確認されていない。また1号ドックの石積みについては、東京大学生産技術研究所の調査によれば、西洋式の直方体の石材を隙間無く組む方式と、日本式の「間知積み」と呼ばれる城の石垣を組む際に行われた方式の折衷であったと推察されている。なお、1号ドック建設中の1867年（慶応3年）11月に、建設現場からナウマンゾウの下顎部分の化石が発見されている。
1号ドックが完成し、使用され続けてすでに百数十年が経過しているが、一部に風化、磨耗が認められるものの、ドックを形成している石材は全体として健全な状態が保たれており、ヴェルニーが選び抜いた石材の耐久性、耐水性の高さは明らかである。2013年に行われた1号ドックの石材の侵食状況についての調査によれば、最も侵食が進んだ石材でも侵食の深さは約10センチメートルであり、石材全体から見て約四分の一の深さであることが明らかとなった。この程度の侵食ではドックの強度的に大きな問題が発生するとは考えられない。
1号ドックで使用したセメントの購入代金は石材の約3倍の56000両に達しており、ドック本体建設総費用の約45パーセントにも及んだ、これは当時日本で生産が不可能であった、水中でも固まる性質があるポルトランドセメントを全量輸入したためと考えられる。またポルトランドセメント以外にも消石灰および火山灰からなるセメントも併用したとの説もある。セメントは掘削したドック断面に石組みを構築する際、裏込めとされた。つまりセメントは現在の基礎コンクリートないし捨てコンクリートと同様の役割と、掘削されたドックの壁面と石組みとの充填剤の役割を果たしていると考えられる。
ドック本体の石組みが完成するとドックの入り口部分の建設が行われた。そこまで工事が進んだ後に締切堤の撤去がなされる。締切堤の撤去後、船舶がドックに出入する際に支障とならぬよう、締切堤があった部分を中心としたドック入り口付近の海底を浚渫した。浚渫終了後、ドック入り口を閉じる扉船がドック入り口に設置され、完成となった。なお扉船の購入費用は29568両に及び、他の工事費用と比較するとかなりの高額であったことがわかる。
1号ドックは明治4年（1871年）1月、完成した。明治4年2月8日（1871年3月27日）には有栖川宮熾仁親王、伊達宗城らが出席して1号ドックの開業式が行われた。1号ドックの特徴としてはドックの底面が水平となっている点が挙げられる。一般的にドライドックは排水を効率的に行うために、ドックの奥から入り口に向かってゆるやかな坂をなすように建造される。1号ドックの底面が水平に施工された理由は、ドック底面を均一な勾配で傾斜をつけることが技術的に困難であったからと考えられる。しかしやはりドック底が水平であると作業上都合が悪かったようで、1号ドックに続いて建造された3号ドックの底面は勾配がつけられた。また現在のドックと比較してもうひとつ大きな差は、ドックの壁面が階段状をしている点が挙げられる。これはフランスの技術指導のもと建設された1号ドックは、フランスが好んで建設していたドックの壁面が階段状をしたタイプになったものと考えられる。階段式のドライドックは船底が平らでない船舶のドック入りに便利であり、そのような船舶はドック入り後、排水時に船体を両側から支持棒で固定する必要があり、支持棒の設置のためにドックの壁面が階段状に施工される必要があったためである。また施工上も階段式の方が容易であった。
1号ドック建設場所は地盤が良く湧水も少量であったと考えられ、土留めや止水壁を用いることなく工事が可能であったと考えられるが、例えば海を締切堤で仕切るような大規模な海上での工事は、これまで日本では行われた経験がないもので、やはり工事は困難であったと考えられる。またこのような大きな近代的な海洋土木工事を、幕末から明治初年という時期に初めて取り組むこと自体、工事を進めていく組織作りと運営、材料の輸送と搬入などにも大きな困難が伴ったと考えられる。1号ドックは完成後百数十年余り、これまで改修と補修は行われているものの、今なお現役で使用され続けている。これは財政が破綻状態であった幕末期にあえて建設が開始されたことを始め、数多くの大きな困難の中で建設された1号ドックであるが、ヴェルニーの選定した建設場所や石材の優秀さ、そして施工の確かさ、技術力の高さを示している。
なお、1号ドックの排水ポンプは2号ドックと兼用であり、ドックの石積み護岸の一部は補修等は行われているが、ドック建設当初の幕末から明治初年のものが残っている。

## 3号ドックの建設

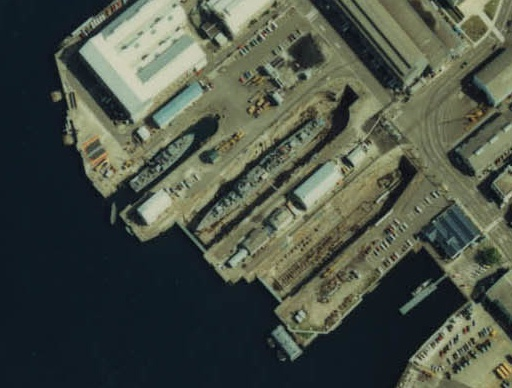
1983年撮影の横須賀海軍施設の1号、2号、3号ドック。画面右側から1号、2号、3号ドックで、3基のドックが並んで建設された状況がわかる。

1号ドックの完成後まもなく、明治4年（1871年）5月には第3号ドックの建設が開始された。なお1号ドックが完成し、3号ドックが着工された明治4年（1871年）、横須賀製鉄所は横須賀造船所と改称された。
ヴェルニーは当初の横須賀製鉄所建設計画で2基のドライドック建設を予定していたが、少なくとも3号ドック建設開始時までには3基のドックを建設する計画となったものと想定される。当時ドライドックを建設する場合、大中小の3基を建設するのが常識であった。それは19世紀後半に成立した海軍の艦隊編成に理由があった。当時の海軍は戦艦を中心とした編成となり、補助艦船として巡洋艦、そして奇襲攻撃の際などに活躍する駆逐艦などで編成されるようになってきた。従ってその艦隊編成に合わせて、ドックも船体の大きさに合わせて大中小の3基を建設することが効率的であった。当初横須賀製鉄所で2基のみのドライドック建設計画が立てられた最大の理由は資金難であったと考えられる。また1号の建設が終了した後に3号、そして3号の建設が終わってから2号と、ドックの建設が順番に行われ同時進行されなかった理由も、やはり幕末から明治初期にかけての深刻な財政難に加え、労働力不足の影響も大きかったものと推察されている。
3号ドックは1号ドックの西側に建設されたが、両ドックの間がかなり開いており、そこに2号ドックが建設されることになる。これは明らかに3つのドックを並べて建設し、しかも最大のドックとなる2号ドックを3基のドックの中央とする計画が存在したものといえる。それは1号ドックと2号ドックの間と、2号ドックと3号ドックの間にポンプ室を設置して、最大のドックである2号ドックの船舶入渠時には、両方のポンプを同時に使用して効率的な排水を行う仕組みとするためであった。このような点から、3号ドック建設開始時には3基のドックを並べて建設する計画があったものと推定される。現状でも2号ドックのポンプ室は、1号との兼用のポンプが1号ドックとの間に、3号との兼用ポンプが3号ドックとの間に2つ設けられている。
3号ドックの設計者は1号ドックと同じく、ヴェルニーとL.F.フロランと考えられている。なお施工指導はL.F.フロランの弟であるV.C.フロランが行った。V.C.フロランは第3号ドックでの施工指導が評価され、3号ドックの完成直後に工事が開始された、長崎市の工部省長崎造船所1号ドックの設計を行うことになった。なお3号ドックは明治7年（1874年）1月に完成している。
V.C.フロランが設計を担った長崎造船所第1号ドックが明治12年（1879年）に完成するまで、日本にドライドックは横須賀の1号、3号ドックしかなかった。そのため多くの明治政府の軍艦修復を請け負うこととなったが、商船の修理も行っていた。当時ドックの修理需要は極めて高く、半年待ちとなることもあった。1号、3号ドックの後に2号ドックを建造することは、計画されていたことと考えられるとはいえ、1号、3号ドックの需要の高さも2号ドックの建造開始の理由となった。
3号ドックの工事では、1号ドックと異なりセメント代が低額となっている。これは1号ドックでは主に輸入品のポルトランドセメントを使用したものが、3号ドックでは石灰などを用いてセメントも現地生産を行ったものと考えられる。ドックに用いられた石材については、1号ドックと同じく真鶴から熱海周辺で採石された安山岩質の新小松石を用いている。また1号ドックよりも小型の全長約90メートルの3号ドック建造では、工事中の締切堤が1号ドック建造の際より簡略なものであり、またドック底や側面の厚さが1号ドックよりも小さいと推定されるなど、小型のドックであったことによる違いが見られる。
3号ドックの特徴としては、まず1号ドックでは行われなかったドック底面の傾斜がつけられたことが挙げられる。しかし今度は傾斜が急すぎたようで、次に建造された2号ドックでは3号ドックの底面につけられた傾斜の約半分となった。
続いてドック入り口部分に扉船を繋ぐ戸当りが2か所設けられたことが挙げられる。これはドックに入渠する船舶の大きさによって扉船の位置を変え、排水量を少なくして作業の効率化を図ったものと考えられている。そして扉船を繋げる戸当りが2か所あるドライドックは、3号ドックの後、各地に建設されるようになる。

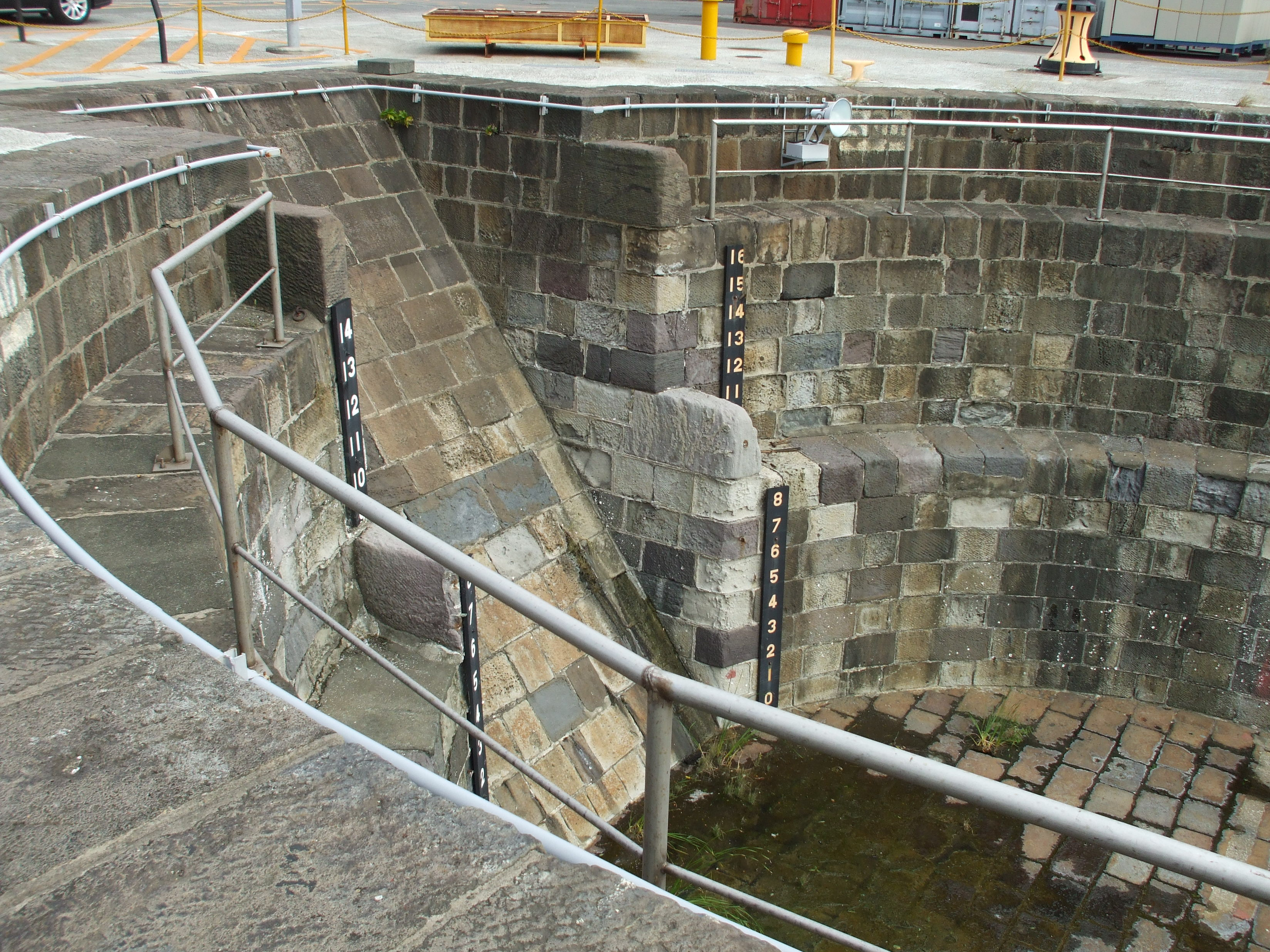
3号ドックの奥の部分、半円形をしていることと斜路が設けられていることがわかる。

また3号ドックでは、ドックの奥の部分が半円形をしており、また斜路が設けられていることも特徴として挙げられる。当時のドライドックはドックの奥の部分は半円形ないし尖頭アーチ形となっていた。これは船体の形状に合わせることによって無駄な空間を出来る限り少なくし、艦船のドック入りの際に必要とされる排水量を減らすことと、もしドック奥を矩形とした場合、ドック奥の部分と側面との間に角が出来ることになるが、石造のドックの場合、角を構築することが技術的に難しかったため、角が生じない半円形ないし尖頭アーチ形を採用したと考えられている。後年、ドライドックがコンクリートで建造されるようになると、半円形や尖頭アーチ形はコストがかかるためドック奥は矩形を採用するようになった。

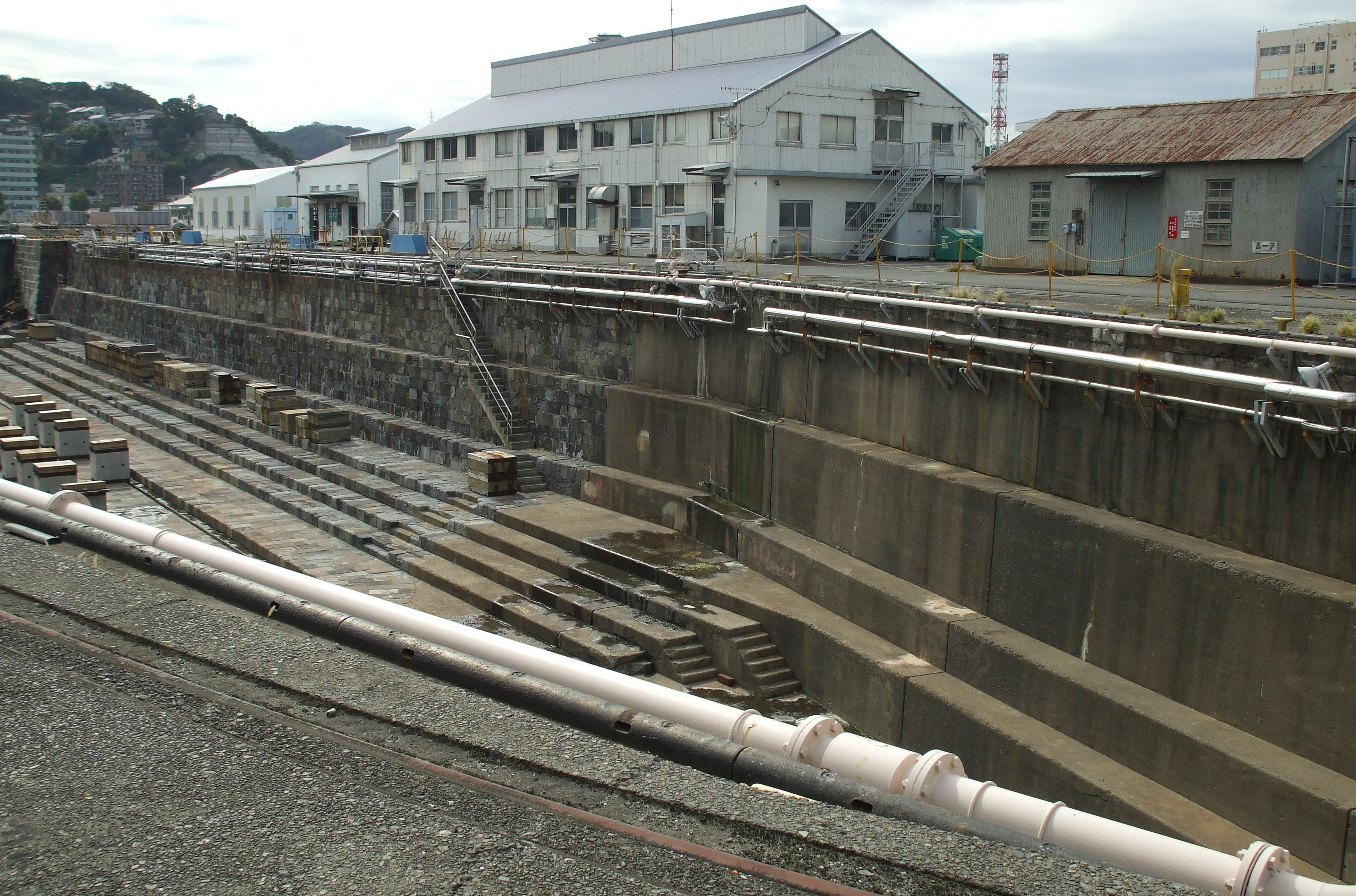
1号ドックの延長工事部分。画面左の石造部分はドック建設当時のままの部分で、右側のコンクリート部分が延長部分。

またドック奥に斜路が設けられた理由は、クレーンなどの重機が発達していなかった19世紀後半、船舶修理に必要な資材を、ドック奥に設けられた斜路を滑らせてドック底に降ろすためである。1号ドックも当初はドック奥は半円形をしており、斜路も設けられていたが、昭和10年（1935年）から昭和11年（1936年）にかけて延長された際、コンクリート製となった延長部分の奥は矩形となり、クレーンが発達した昭和時代には斜路の必要性も無かったために斜路も設けられなかった。3号ドックは明治7年（1874年）の完成以降、風化した石材のコンクリートによる補修が行われたのみで大きな改修は行われておらず、ドック完成時の形のまま現在も用いられており、建設当時の姿を残しているドライドックとしては日本最古のものであり大変貴重といえる。
ドック付帯設備としては、現在の3号ドックポンプ室は2号ドックと兼用であり、現在の2号、3号兼用のポンプ室は昭和16年（1941年）竣工のものとの記録が残っている。

## 2号ドックの建設

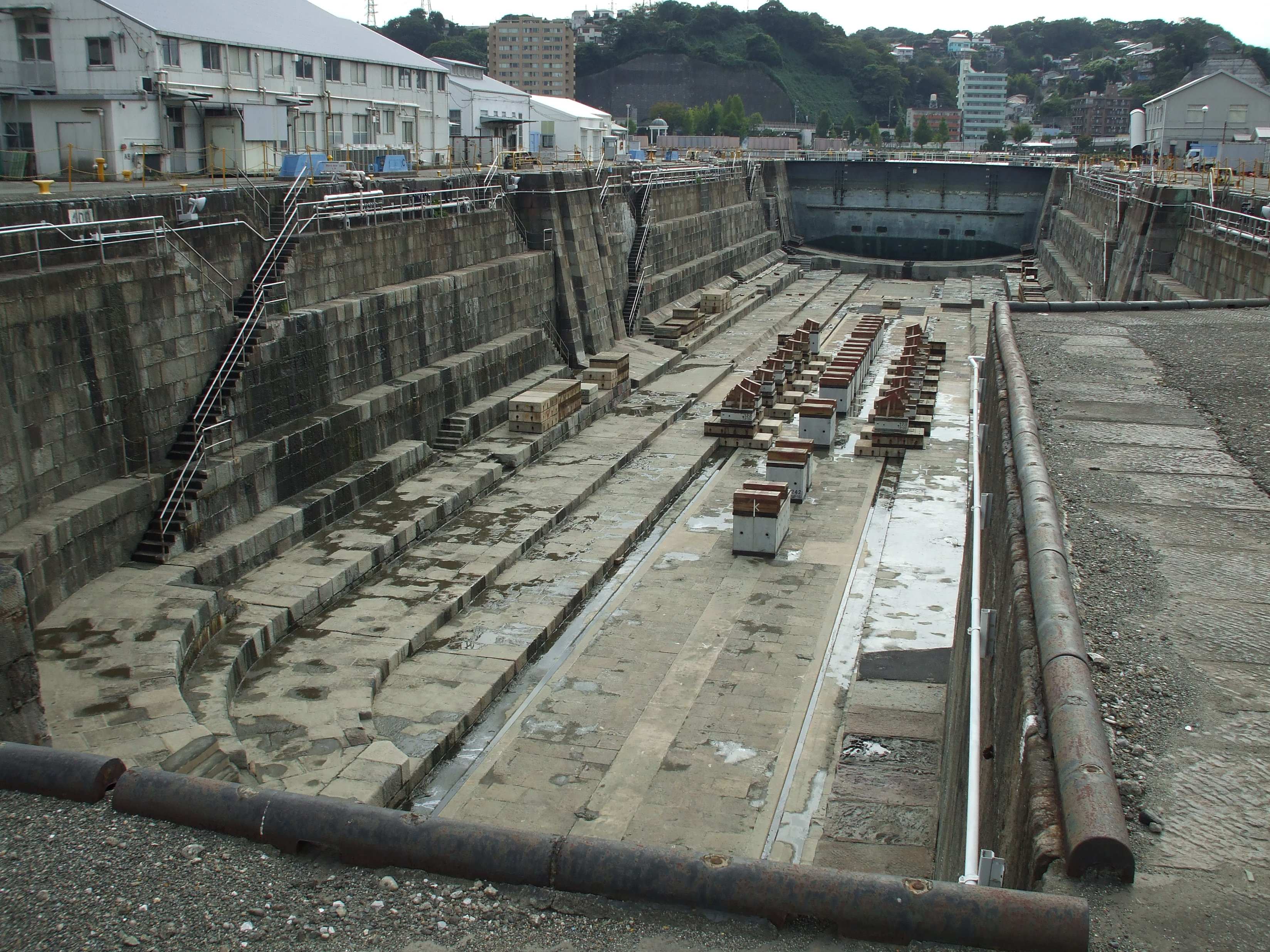
横須賀海軍施設2号ドック

3号ドックが完成した後の明治8年（1875年）末、ヴェルニーは横須賀造船所の長を退任し、翌明治9年（1876年）、短期間顧問を務めた後、同年3月にはフランスへ帰った。帰国前、ヴェルニーは報告書を提出しているが、その中で「東京湾を出入りする大型船の修理が可能である、大規模なドライドックを建設する必要性がある」との内容を記していた。折りしも明治政府は明治8年（1875年）から海軍力の増強計画を開始していた。また当時保有していた軍艦の多くが老朽艦であり、海軍の増強に伴い艦船の数も増加していた。そのため横須賀のドライドックの需要は増大していき、修理が追いつかない状態になっていた。
明治政府の財政難が原因で、待ち望まれた大型ドックの着工は遅れることになったが、明治11年（1878年）1月に横須賀造船所長中牟田倉之助から海軍大輔川村純義に提出された、財政難によって着工が先延ばしになっている3基目のドライドックを建設したい旨の上申書に基づき、2号ドックの着工が決定された。
建設が決定した2号ドックの設計は、フランス人建築課長のジュエットが担った。明治11年（1878年）5月1日、ジュエットは契約期間が満了したが、建設予定の2号ドックの設計に携わっていたため契約が延長された。ジュエットは明治13年（1881年）5月1日に契約満了となり、2号ドックの着工を前にして帰国することとなった。
ジゥエットの後任として2号ドックの建設を指揮したのは、ヴェルニーの発案によって横須賀製鉄所内に設けられた技術者養成施設である「黌舎」で、造船工学と土木工学を学んだ技術者の恒川柳作であった。1号、3号ドックはフランス人技術者を中心として建設が進められたものが、2号ドック建設時には設計こそフランス人技術者によってなされたが施工は日本人が担うこととなり、日本人が技術を着実に習得してきたことを示している。なお恒川は2号ドック建設終了後、呉鎮守府、佐世保鎮守府、舞鶴鎮守府へ異動していき、それぞれの地でドライドック建設に携わり、さらに横浜で横浜船渠の設計も行うなど、まさに日本のドライドック建設の班分けな存在となった。このように横須賀でヴェルニーなどから学んだ技術は日本各地へと広まっていった。
2号ドックは明治13年（1880年）7月に着工された。建設予定地には白仙山と呼ばれた標高約45メートルの硬い土質の丘があり、まず丘を崩しその後にドック本体の開削が始められた。なお建設時に生じた残土は横須賀造船所の東側の埋め立てに利用され、約7000坪の埋立地が造成された。
工事記録によればドック建設の際、最も難航したのがドック予定地前の海を締切堤で仕切る工事であったという。海を締め切る堤を建設する工事は難工事であり、しかも1号ドック、3号ドックの時と異なり日本人のみで作業に取り掛からねばならなかった。排水ポンプ2基を作動させながら作業を進め、成功裏に工事が行われると多くの人から賞賛を受けたと伝えられる。
ドックに用いられる石材は、1号、3号ドックと同じく真鶴から熱海にかけて産する、安山岩質の新小松石が用いられた。なお明治8年（1875年）には日本国内にセメント工場が完成しており、2号ドックではイギリス産と並んで国産のポルトランドセメントが用いられた。また第3号ドックで用いられたと見られる、石灰などを原料としたセメントも用いられたと考えられる。
2号ドックは明治17年（1884年）7月21日に完成式が行われ、北白川宮能久親王、海軍卿川村純義らが参列した。2号ドックの全長は156.5メートルに達し、これは当時明治初期に日本で建設された最大規模のドライドックであり、東洋一の大きさであったと考えられる。
2号ドックは3号ドックと同じくドック床面に傾斜がつけられているが、傾斜は3号ドックの約半分となっている。またドック奥は半円形をしていて斜路が設けられている点も共通している。2号ドックの周囲には軌間1078ミリの線路が巡っている。この線路の用途は不明であるが、ドック建設時に石材運搬用に線路が敷設されたとの記録が残っているためその線路であるか、またはドック入りした船舶の修理用資材を運搬するために敷設された線路であると考えられている。
2号ドックの最大の特徴は、ドック中央部にも扉船を繋ぐ戸当りが構築され、ドックを2分割して60-70メートル級の船舶2隻を同時にドック入りすることが可能な構造であったことである。このため2号ドックではドック前部と後部の2か所に排水口を設けていた。このような2分割して利用できる仕組みを備えたドライドックは、日本では第2号ドックしか作られなかったが、増大する船舶修理需要を満たすため、このような構造を採用したものと考えられている。しかし艦船の規模の大型化に伴い、明治30年（1897年）に改修工事が実施され、ドック中央部の戸当りが撤去されてドックを2分割で使用することは出来なくなり、通常の全長156.5メートルのドックとして使用されるようになった。
明治20年（1887年）までに完成した日本のドライドックは、横須賀造船所で建設されたドック以外に、工部省長崎造船所1号ドック、大阪鉄工所ドックがあったが、両ドックとも現在は既に存在せず、横須賀海軍施設に現存し、現役ドックとして稼動し続けている1号ドック、2号ドック、3号ドックは極めて貴重な土木遺産であり、東京大学生産技術研究所の村松貞次郎教授は、「もし他の自由な場所にあったら文句無く国の第一級史跡であり、文化財である」と高く評価した。

## 軍艦の大型化と4号ドックの建設

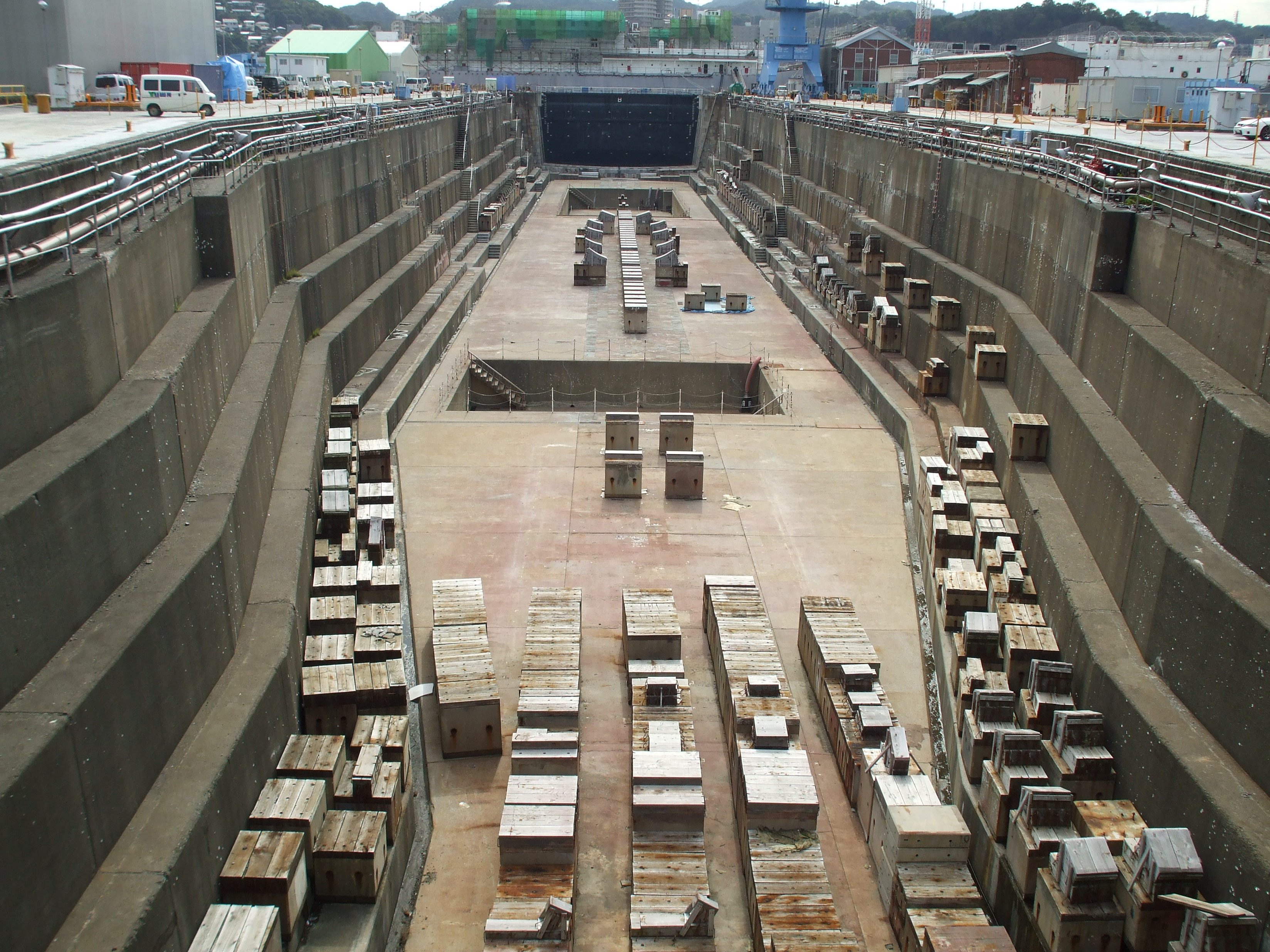
明治末期に軍艦の大型化に対応するドックとして建設された横須賀海軍施設4号ドック

2号ドックが完成した明治17年（1884年）12月には横須賀鎮守府が設立された。明治19年（1886年）4月には横須賀鎮守府に造船部が設置され、これまで民間の造船業が未発達であったこともあって、民間や外国籍の船舶も修理を請け負っていたものが、海軍艦船の造船、艤装そして修理をその目的とされるようになった。明治22年（1889年）5月には横須賀造船所は廃止され、横須賀鎮守府造船部に統合された。そして横須賀鎮守府造船部は明治30年（1897年）に横須賀海軍造船廠となり、明治36年（1903年）11月には横須賀海軍工廠となった。
日本海軍では海軍力の増強に伴い、軍艦の大型化が進んでいた。そのような中、横須賀海軍工廠第四船渠として4号ドックの建設が開始されることになった。新ドック建設予定地には旗山と呼ばれていた丘があったが、明治31年（1898年）10月から旗山を崩してその土砂で海の埋め立てを行い、ドック建設予定地の整地を行った。明治34年（1901年）3月には予定地の整地が完了し、同年11月、4号ドックは起工された。工事の施工管理は主任技師の井上親雄が行った。4号ドックは日露戦争終了後の明治38年（1905年）9月に完成し、横須賀海軍工廠では軍艦の大型化に対応した最初のドックとなった。
4号ドックは建設当初、ドック主体部についてはコンクリート造、ドック入り口部は石組みによる石造となっており、コンクリートと石造の併用であった。またこれまで建造されたドックと同じく、ドック奥には物資運搬用の斜路が設けられたが、昭和3年（1928年）から昭和4年（1929年）にかけてに行われたドック長を40.6メートル延長する改修の際、1号ドックと同じく斜路は撤去された。4号ドックは昭和18年（1943年）から昭和19年（1944年）に再延長工事が行われ、また平成17年（2005年）には、ドック入渠の際に船体とドック壁を保護することを目的とし、ドック入り口部分に防舷材の設置工事が行われ、防舷材が設置される部分の石組みが撤去された。なお当工事中に工事箇所の4号ドックの石組みとコンクリートについて調査が実施され、石組みは1号から3号ドックで推定されるのと同じく、西洋式の直方体の石材を隙間無く組む方式と、日本式の「間知積み」と呼ばれる城の石垣を組む際に行われた方式の折衷であったと考えられることと、石組みの裏込みはコンクリートによって行われていたことが明らかとなった。
4号ドックには艦船修理の材料や部品を搬入するためのクレーンが設置され、戦後の米海軍艦船修理廠でも使用され続けてきたが、設備の老朽化が進んだために徐々に撤去が行われた。4号ドックのクレーンは平成13年（2001年）に撤去され、新たなクレーンに交換された。なお5号、6号ドックにも戦前から使用され続けていたクレーンが存在したが、平成15年（2003年）までには全て撤去され、現在は新しいクレーンが使用されている。

## 5号ドックと建艦競争

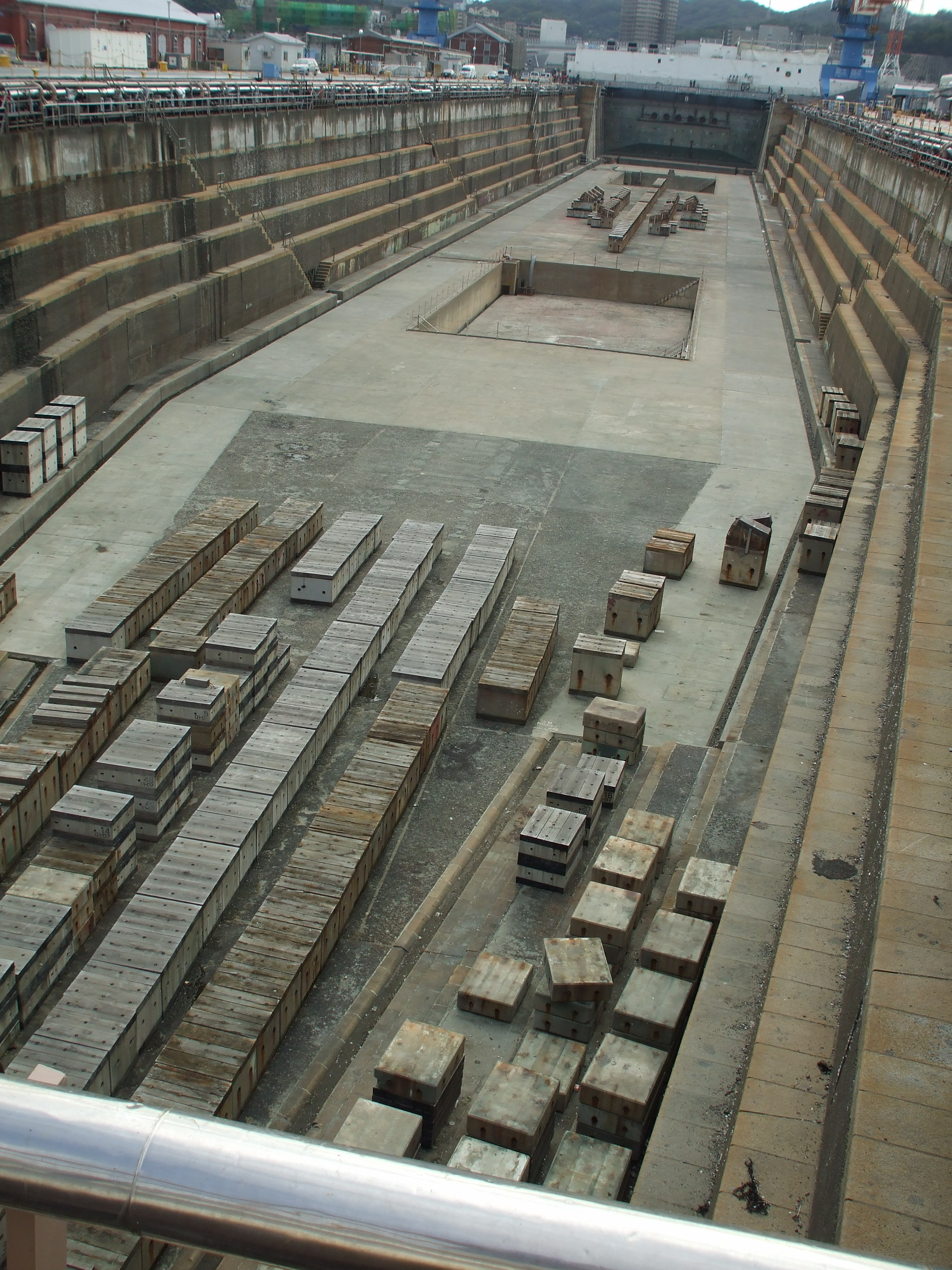
横須賀海軍施設5号ドック

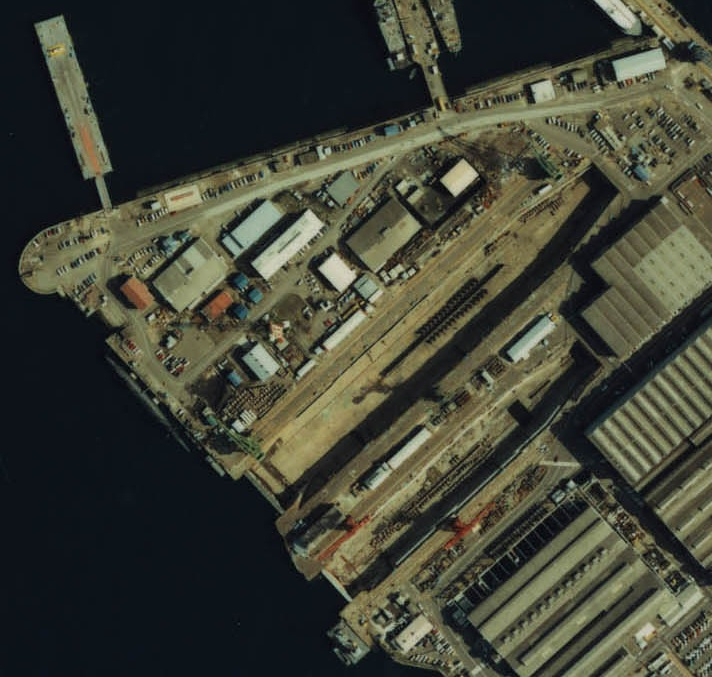
1983年撮影の横須賀海軍施設の4号、5号ドック。画面右側が4号ドック、左が5号ドック。

日露戦争後、日本は海軍の更なる充実を図ることとし、その中で軍艦の国産化を進めていくこととした。明治38年（1905年）5月には戦艦薩摩が起工され、翌年11月に進水した。そのような中、明治39年（1906年）、イギリス海軍はそれまでの戦艦を旧式化させる革命的な戦艦ドレッドノートを完成させた。ドレッドノートの誕生は各国の海軍関係者に強い衝撃を与え、建艦競争が開始されることとなった。日本海軍も明治41年（1908年）、戦艦河内と摂津の建造を開始し、建艦競争に加わっていった。
このような情勢下、日本海軍の艦船数は著しく増加し、また大型化した。明治38年（1905年）に完成した4号ドックに入らない艦船の建造も始まったため、明治44年（1911年）7月には5号ドックの建設が開始されることになった。工事主任は澄田勘作が務めた。5号ドック建設前も、4号ドックと同じく建設予定地にあった丘を全て崩し、近くの海を埋め立ててドック建設予定地の整地が行われた。5号ドックの建設時はドック前面の海の締切に単層鉄矢板が用いられたとの記録が残っている。
5号ドックは建設途中に設計変更が行われ、ドックの規模が拡大されたことが明らかになっている。また設計変更は一回だけでなく再度実施された可能性もある。なお5号ドックは4号ドックと同じく、コンクリートと石造の併用であった。そして5号ドックは大正5年（1916年）3月に完成したが、新艦山城の改修工事の早期実施を迫られたため、ドック完成直後には昼夜兼行の改修工事が実施されたとの記録が残っている。
大正6年（1917年）、日本海軍は長門型戦艦の長門を起工した。続いて大正7年（1918年）には、長門型戦艦の二番艦である陸奥の建造が開始された。このような中で完成間もない5号ドックは延長工事が実施されることとなった。5号ドックの延長工事は大正13年（1924年）10月に完成し、ドック長が約70メートル延長され、全長320メートルを越える規模となった。大和型戦艦が出現する以前、日本海軍の艦船で長さは空母赤城、幅は戦艦長門、そして喫水は戦艦扶桑が最大であったが、改修された5号ドックは呉海軍工廠の4号ドックとともに、それら三艦艇の修理改修に対応可能な大型ドックであった。
なお、4号ドックと5号ドックの間にあるポンプ室は、並列している4号、5号両ドックの排水を行っているが、ポンプ室の建物は大正5年（1916年）の5号ドック完成当時の建物をそのまま使用しており、鉄骨で柱や梁を構築した後に壁面に煉瓦を積み上げられた鉄骨煉瓦造の建造物である。現在横須賀海軍施設内に残る鉄骨煉瓦造の建造物は、4号ドックと5号ドックの間にあるポンプ室のみであり、貴重な建造物である。

## 6号ドックと空母信濃

### 6号ドックの建設

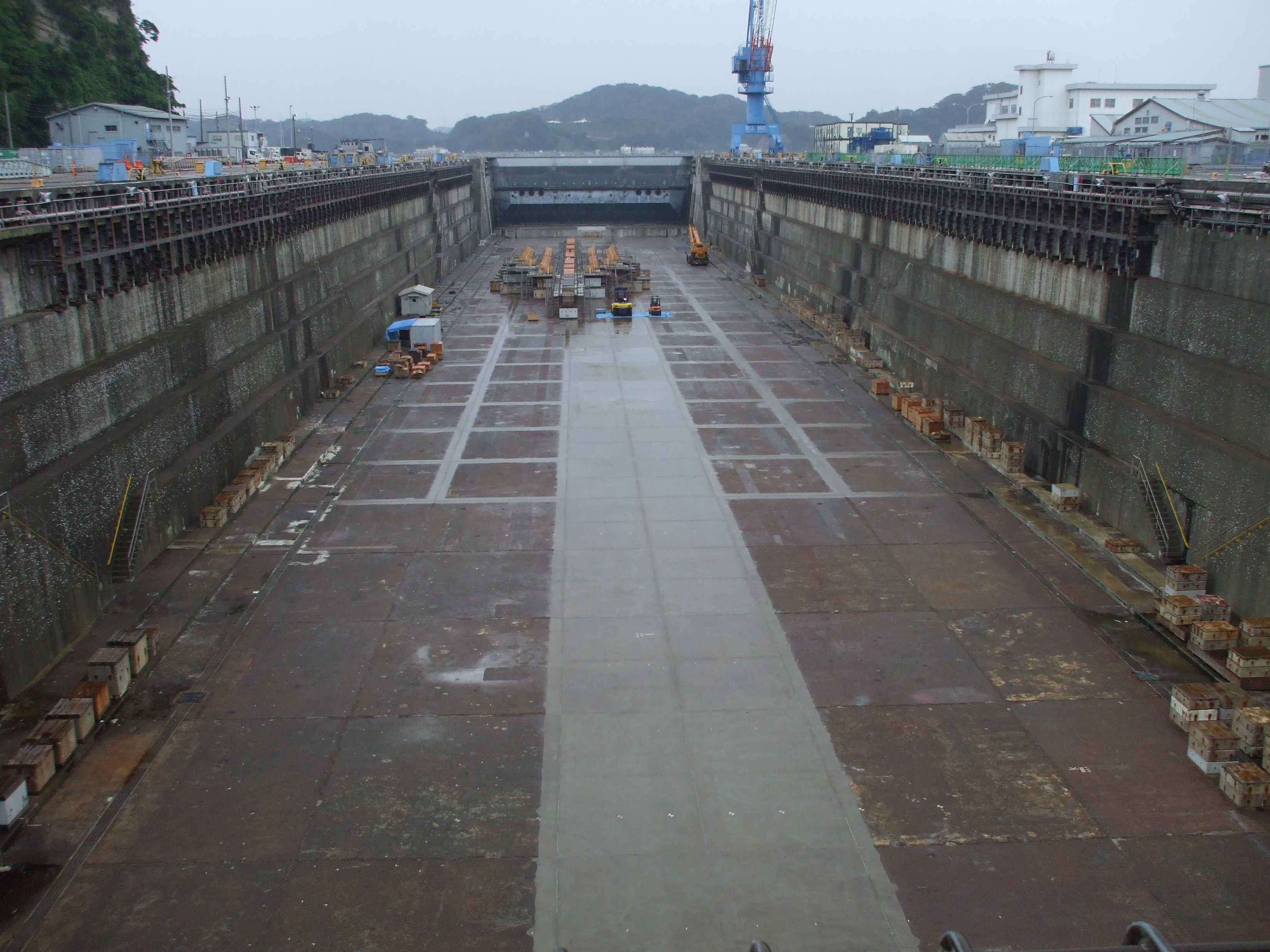
空母の入渠も可能な横須賀海軍施設6号ドック

第一次世界大戦後も列強の建艦競争は激しさを増し、過重な海軍軍事費は各国の財政を圧迫するようになった。そのような中、大正10年（1921年）にワシントン海軍軍縮条約が締結され、日本の主力艦、航空母艦の保有量はアメリカの6割とされた。続いて昭和5年（1930年）にはロンドン海軍軍縮条約が締結され、主力艦以外の補助艦艇の保有量にも制限が加えられることになった。ワシントン海軍軍縮条約以降の海軍休日によって建艦競争は一段落した。日本海軍は艦艇の保有量に制限が加えられたことにより、既存の艦艇の補修・改良に奔走することとなった。また日本海軍のアメリカ、イギリスの二大海軍大国に対して艦艇の質の高さで対抗しようとした方針により、攻撃型艦艇に重武装をする傾向が強かったが、過重な武装は艦艇の欠陥となって現れ、横須賀海軍工廠のドライドックでは艦艇の補修や改良が相次ぎ、繁忙を極めた。そのような中、大型艦艇の修理に対応するために、4号ドックでは昭和3年（1928年）から昭和4年（1929年）にかけてドック長を40.6メートル延長する改修が行われた。
日本は昭和9年（1934年）12月、ワシントン海軍軍縮条約からの脱退を宣言し、昭和11年（1936年）1月15日にはロンドン海軍軍縮条約の改正を目指した第二次ロンドン海軍軍縮会議からも脱退し、昭和12年（1937年）以降いわゆる無条約時代となり、海軍休日は終焉した。このような情勢下で日本海軍は大幅な軍備増強を計画し、その中で排水量65000トンクラスの大和型戦艦の建造が決定された。大和型戦艦を建造するに当たり、当時世界屈指の大型ドックであった呉海軍工廠の4号ドックでは建造、修理等が可能であったが、他に大和型戦艦の建造、修理が可能なドックがなかったため、大和型戦艦の効率的な建造と完成後のドック入りの便宜を考慮した結果、昭和10年（1935年）7月に横須賀海軍工廠内で6号ドックの建設が開始されることとなった。6号ドックは海軍省建築局長の吉田直が管轄した海軍技術部門のほぼ総力を挙げたチームが、日本国内はもとより日本国外からも参考文献を収集し、設計を進めていった。
6号ドックは船の修理用に建造されたこれまでの1号から5号ドックとは異なり、呉海軍工廠で建造された戦艦大和、長崎造船所で建造された戦艦武蔵に次ぐ大和型戦艦の三番艦が建造される予定となり、まず造船用として建造されることになった。6号ドックは昭和10年（1935年）7月に起工された。まずドック入口付近の海は築堤鋼矢板によって締切られ、そしてドック建設予定地にあった牡蠣ヶ浦の丘陵を削岩爆破によって切り崩し、その後ドック本体部分の掘削に取り掛かった。当時150万立方メートルに及ぶ岩盤の掘削は未経験の大工事であり、スチームショベル、電動ショベルなどの機械を用い、6号ドック建設時に発生した大量の残土は周辺海域の埋め立てに用いられることとなり、スチームロコに牽引されたダンプカーによって運搬された。
ドック本体の掘削が終了後、ドック底面と側面でのコンクリート打ちが行われた。平成17年（2005年）の6号ドック修理時に行われた調査の結果、ドック底面に鉄筋が確認され、6号ドックは鉄筋コンクリート造であると推定された。またドック底面に二列の大理石が埋め込まれていることも確認された。6号ドックは丘陵地を切り崩した後に掘削されたので、地盤は非常に良好であり湧水は少量であり、ドック底部に設けられた排水溝から湧水を排水するようにして、水圧の影響が小さいためにドック底部、側面のコンクリート厚は1メートル以内となっている。ただ、ドック入口部は底部では水深20メートルに近い水圧がかかることを考慮して5メートル以上のコンクリート厚となっている。
また昭和13年（1938年）、ドック建設現場に20トンハンマーヘッドクレーン2基が設置され、続く昭和14年（1939年）には、60トンジブクレーンが設置され、工事が進むにつれて掘削場所が深くなったドック建設現場から出る建設発生土を地表に上げる作業などに使用された。そしてこれら4基のクレーンは6号ドック完成後、引き続き行われた空母信濃の建造に活躍することになった。

### 空母信濃の建造

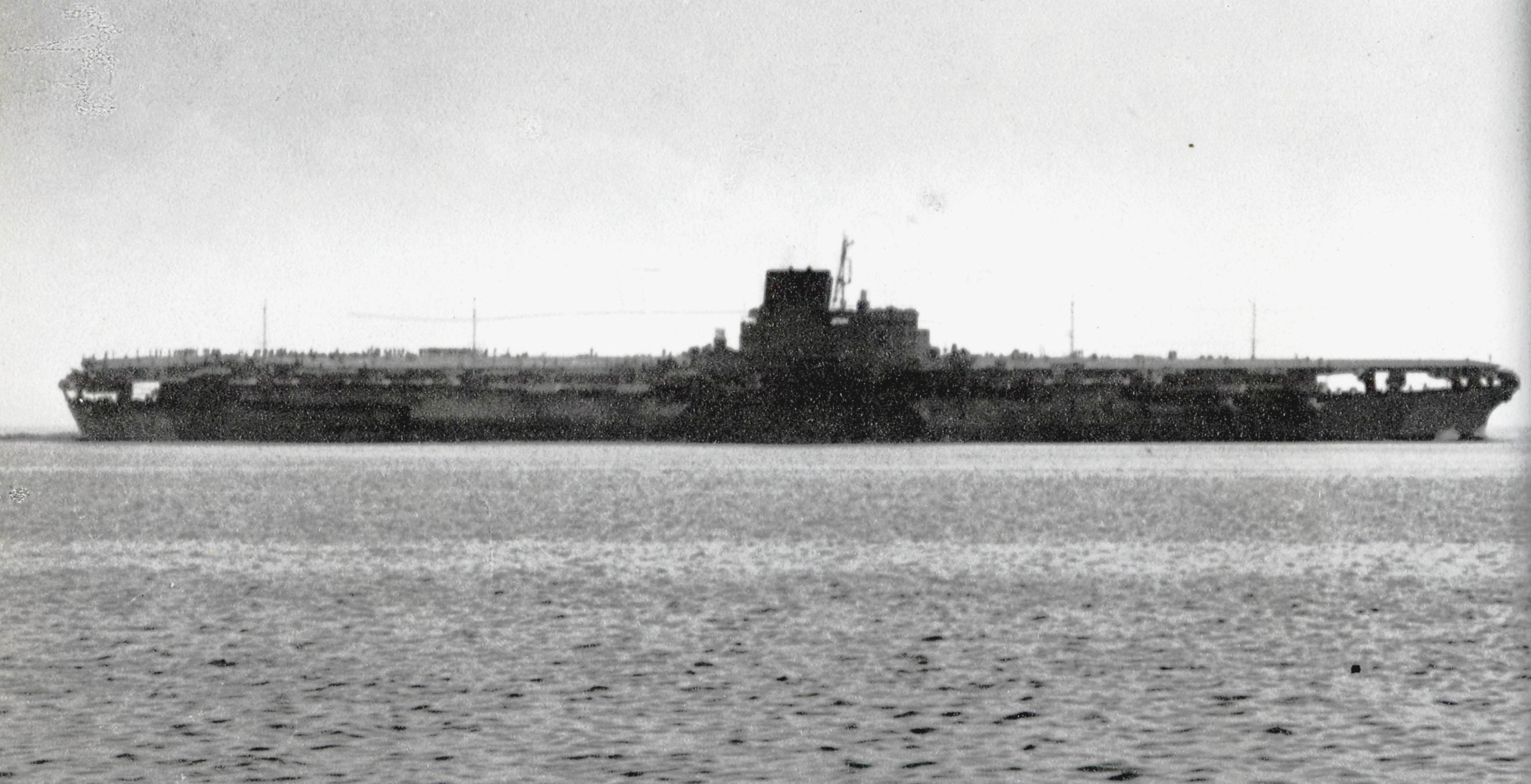
6号ドックで建造された空母信濃、竣工後わずか10日で米潜水艦の攻撃を受け沈没した。

6号ドックは昭和15年（1940年）5月4日に完成した。そしてドック完成と同時に戦艦信濃の起工式が行われた。6号ドックにはドック建設時に設けられた4基のクレーンの他に、新たに100トンジブクレーンが2基設置され、信濃の建設に用いられることになった。なお6号ドックに設置された6基のクレーンは、6号ドック本体とともに、戦後はアメリカ海軍艦船の補修、修理に活用されることになる。
しかし信濃の工事は横須賀海軍工廠内で進められていた空母の改造工事などに手間を取られ、遅れ気味となっていた。そして昭和16年（1941年）12月8日の第二次世界大戦の参戦後、軍令部は信濃の戦艦としての建設工事を中断し、6号ドックを空けて他の艦船の改修・修理に利用するために、6号ドック出渠が可能となる工事のみを進めるよう命令した。これはタラント空襲、真珠湾攻撃、マレー沖海戦など第二次世界大戦の前半に、戦艦の有用性に疑問が出される戦例が相次いだための方針変更であった。信濃は切断分解して他艦に資材を流用するには工事が進みすぎていたため、止むを得ない措置ではあったが、ドックを空けるためだけの工事を進めることとなった信濃の建造工事は、工事関係者の熱意も低下し、工事ははかばかしく進まなかった。
信濃の運命を大きく変えたのが昭和17年（1942年）のミッドウェー海戦で日本が敗北し、多くの空母を失ったことであった。多くの空母を失った日本海軍は早急に体制の立て直しに迫られ、その中で信濃は戦艦ではなく空母として建造されることが決まった。途中横須賀海軍工廠へ損傷艦の修理が殺到し、約3か月間建造の中断をしなければならない事態は発生したが、空母信濃はこれまでとは異なり急ピッチで建造が進められた。戦況が厳しさを増し物資不足が激しくなる中、文字通り横須賀海軍工廠の余力を全て投入して信濃の建造は進められ、昭和19年（1944年）11月19日、竣工した。
しかし信濃は実際にはまだ工事中状態であり、残りの部分の工事を進めるため、呉海軍工廠へ回送される途中、アメリカ海軍の潜水艦アーチャーフィッシュから魚雷攻撃を受け、昭和19年（1944年）11月29日、沈没した。

## 横須賀海軍施設とドライドック

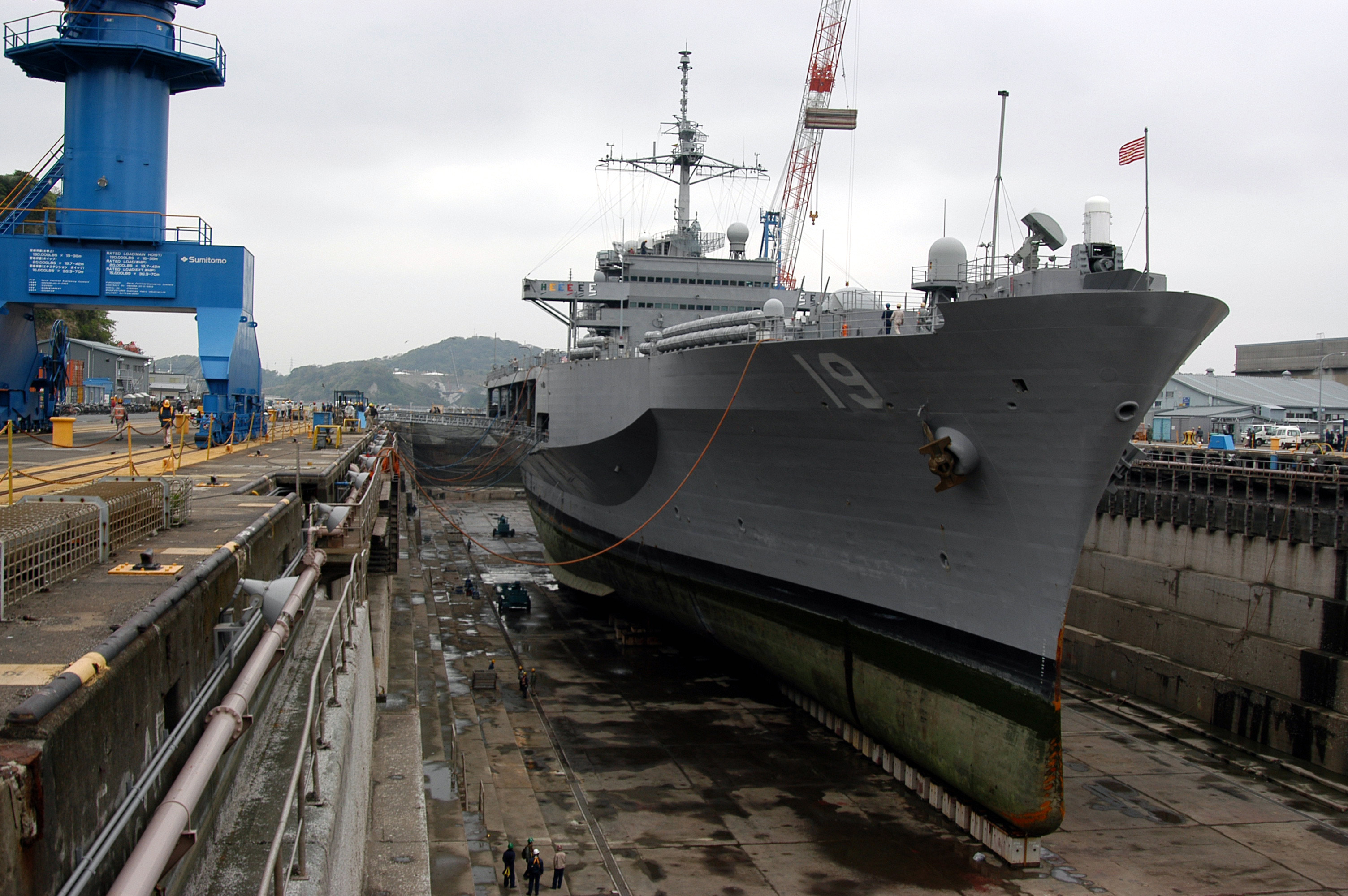
横須賀海軍施設内のドライドックに入渠したブルーリッジ

終戦後、昭和20年（1945年）8月30日、連合軍が横須賀に進駐し、横須賀の海軍関連施設は全て接収された。そして横須賀海軍工廠は多くの人員が解雇されたが、ドックなどの保守要員約150名はアメリカ海軍を中心とした進駐軍関連の業務を行うため、残留が命じられた。これは横須賀占領の主力を担ったアメリカ海軍は随時艦船修理を行ってはいたが、修理状態が十分なものではなかったので横須賀の基地機能を利用することにしたためであった。やがて復員引き揚げに用いられる艦船や、連合軍、その中でもアメリカ海軍の艦艇修理の仕事が増加していったため、旧海軍工廠の技術者が改めて再雇用されるようになった。そのような中、昭和22年（1947年）4月27日には米海軍艦船修理廠（SRF）が発足する。
昭和27年（1952年）4月28日、サンフランシスコ講和条約と日米安全保障条約が発効したことにより、連合国の占領軍から在日米軍としてアメリカ軍が駐留するようになった。その後横須賀海軍施設は米海軍の艦船修理を行う場所として、その重要性を増すようになった。ベトナム戦争時、横須賀海軍施設は米海軍のあらゆる艦船の補修、修理が可能であるハワイオアフ島のパールハーバー以西の唯一の施設であると評価された。
その後昭和45年（1970年）には、アメリカ側はいったん横須賀海軍施設からの事実上の撤退と佐世保への移転を検討し、日本側との交渉に入った。アメリカ側は横須賀海軍施設の6基のドック全てを日本側に返還し、民間ないし自衛隊が米海軍艦船修理廠（SRF）の業務を引き継ぎ、米海軍艦船の横須賀寄航時には米艦船の修理をそこで行うことを提案した。しかし日本側の受け入れ態勢が整わないため、空母の改修、修理が行うことが可能である6号ドックはしばらくアメリカ側が維持する方向で話が進められていた。アメリカがこのような提案をした理由としては、当時のアメリカの財政難があった。しかしまもなくアメリカの財政状況が好転を見せる中、これらの話は立ち消えとなり、昭和49年（1974年）10月2日には日米共同使用現地協定が締結され、1号、2号、3号ドックはアメリカ海軍と海上自衛隊、4号、5号ドックについてはアメリカ海軍と住友重機械工業との共同利用を行うこととなった、しかし住友重機械工業は3回ドックを使用したのみで共同使用から撤退し、現在まで米軍と海上自衛隊の共同利用が続けられている。
そして横須賀海軍施設を米空母の事実上の母港とする計画が進められるようになった。昭和48年（1973年）10月、空母ミッドウェイが横須賀に初入港し、以後横須賀を事実上の母港とした。その後平成3年（1991年）には空母インディペンデンス、平成10年（1998年）には空母キティホークが横須賀を母港とした。平成20年（2008年）からは原子力空母ジョージ・ワシントンが母港とした後、平成27年(2015年)から原子力空母ロナルド・レーガンが横須賀を母港とするようになり、横須賀海軍施設の機能は現在も維持され続けている。
横須賀海軍施設の6基のドライドックでは、海上自衛隊の艦船とともに空母を始めとする米海軍の艦船の補修、修理が行われており、平成13年（2001年）から平成15年（2003年）にかけて、4号、5号、6号ドックで戦前から使用され続けてきたクレーンが撤去され、新たなクレーンが設置されるなど、設備の更新や補修が継続して実施されている。横須賀造船所、横須賀海軍工廠からの伝統を引き継ぐ米海軍艦船修理廠（SRF）の技術力の高さはアメリカ海軍から高く評価されており、横須賀海軍施設ドックは米海軍の重要拠点である横須賀海軍基地の重要施設として使用され続けている。

## 影響
横須賀製鉄所で慶応3年（1867年）に開始されたドライドックの建設は、まずヴェルニーらフランス人の指導の下行なわれたが、ドライドックの建設と同じ慶応3年（1867年）に横須賀製鉄所内に設けられた専門学校である「学舎」で土木工学、造船工学を学んだ恒川柳作は、フランス人ジュエットが設計を担当した2号ドックの建設指揮を引き継いで完成へと導いた。その後ドライドックの建設は日本人技術者のもとで進められるようになり、恒川は呉鎮守府、佐世保鎮守府、舞鶴鎮守府でドライドックの建設を指揮し、また東日本で最初の商船用のドライドックとなった横浜船渠2号ドックの建設を指揮した。恒川以外にもジュエットらの下でドライドックの設計、施工を学んだ杉浦栄次郎が浦賀船渠の建設に携わっており、幕末から明治前半期に行なわれた1号、2号、3号のドライドック建設は、その後日本各地で進められるようになったドライドック建設のまさに先駆的な存在である。
横須賀で始まった大規模なドライドック建設は、その後、呉、佐世保、舞鶴という鎮守府や、神戸や横浜、長崎などという貿易港へと広まっていった。海軍力や海運業の発展には修船を行うドックの整備が不可欠であり、明治半ば以降、日本が海運王国と呼ばれるまでに海運業の隆盛が見られるようになった背景には、横須賀の1号ドックで始まり日本全国へと広がっていったドライドックが大きく貢献している。
海軍力の増強に日本のドライドックが果たした役割を見ると、例えば日露戦争時に当時の日本海軍主力艦船の入渠が可能であったドライドックは13基あったがロシア海軍は3基に過ぎず、しかも3基のうち大連と旅順のドライドックは日本軍に占領されたため、最後までロシア海軍が使用可能であったドライドックはウラジオストックの1基のみとなってしまった。日本海海戦時、ドライドックで行き届いた整備が行われた艦船で臨んだ日本海軍に対し、ロシア海軍は整備が満足に行われていないバルチック艦隊で対抗せざるを得ず、これは明らかに日本海軍に有利に働いたと考えられる。
またドライドックの建設は大規模な土木工事を伴い、現存する各ドライドックは日本における岩盤掘削技術、排水技術、水中工事技術などという近代技術の習得、発展を示している。そして 明治4年（1871年）に開始された3号ドック建設では、ドック建造を担当していた工部省造船寮の造船頭であった平岡通義は、ドック建設用のポルトランドセメントの輸入代金が高額であることに驚き、工部省の化学技師であった宇都宮三郎にポルトランドセメントの国産化研究を命じ、更に工部大輔であった伊藤博文にセメント工場建設を建議した。その結果、翌明治5年（1872年）に東京の深川清澄町にセメント工場（後の深川セメント製造所）の建設が開始され、やがてポルトランドセメントの国産化が始まることになった。
そして1867年（慶応3年）7月、1号ドック建設に際して白仙山の丘を崩している最中に、横須賀製鉄所で働いていた植物学に詳しい医師、サヴァティエによってゾウの下顎部分の化石が発見された。ナウマンゾウの化石は中部更新統の横須賀層大津砂泥部層から発見されたと推定されている。この化石は1871年（明治4年）5月に、サヴァティエと親交があった田中芳男らが中心となって東京で開催した大学南校物産会に展示され、1881年（明治14年）、ハインリッヒ・エドムント・ナウマンが横須賀白仙山のゾウの化石などをまとめた論文を発表した。その後の研究によって、1号ドック建設時に発見された化石は独立種ナウマンゾウの化石であるとされた。

## 各ドックのデータ
各ドックのデータについては参考文献間によって差が見られる、当記事では1号、2号、3号ドックについては昭和60年（1985年）から昭和62年（1987年）にかけて東大生産技術研究所が行った実測値、4号、5号、6号ドックについては横須賀市（2009）が採用しているともに現在の数値を記載し、必要に応じて他の文献の数値等を掲載することとする。
入渠可能艦船の項は、各資料から確認できる最大規模のものを記した。実際に各ドックに入渠した船舶の種類は多種多様で、横須賀海軍工廠会（1998）によれば、特に最小の3号ドックは雑役船の入渠が極めて多い。
|              | 1号ドック（北緯35度17分6.98秒 東経139度39分42.08秒 / 北緯35.2852722度 東経139.6616889度） | 2号ドック（北緯35度17分8.57秒 東経139度39分40.56秒 / 北緯35.2857139度 東経139.6612667度） | 3号ドック（北緯35度17分8.66秒 東経139度39分37.66秒 / 北緯35.2857389度 東経139.6604611度） |
| ------------ | ----------------------------------------------------------------------------------------- | ----------------------------------------------------------------------------------------- | ----------------------------------------------------------------------------------------- |
| 主体構造     | 石造（1936年の延長工事部分は コンクリート造）                                             | 石造                                                                                      | 石造                                                                                      |
| 起工         | 慶応3年（1867年）3月                                                                      | 明治13年（1880年）7月                                                                     | 明治4年（1871年）6月                                                                      |
| 竣工         | 明治4年（1871年）1月                                                                      | 明治17年（1884年）6月                                                                     | 明治7年（1874年）1月                                                                      |
| 設計者       | ヴェルニー、L.F.フロラン                                                                  | ジュエット                                                                                | ヴェルニー、L.F.フロラン                                                                  |
| 施工管理     |                                                                                           | 恒川柳作                                                                                  |                                                                                           |
| 全長         | 137.502 m                                                                                 | 150.803 m                                                                                 | 96.008 m                                                                                  |
| 幅           | 28.674 m                                                                                  | 31.768 m                                                                                  | 18.145 m                                                                                  |
| 深さ         | （ドック入口から200ft地点） 9.091 m                                                       | （ドック入口から200ft地点） 11.415 m                                                      | （ドック入口から100ft地点） 7.474 m                                                       |
| 延長工事     | 昭和10年（1935年）6月～昭和11年（1936年）10月。全長が約14.5m延長された。                  |                                                                                           |                                                                                           |
| 入渠可能艦船 | 青島、厳島 (敷設艦)、満州                                                                 | 迅鯨、洲埼、夕張                                                                          | 厳島 (防護巡洋艦)、勝力、松江                                                             |

|              | 4号ドック（北緯35度17分21.13秒 東経139度39分36.66秒 / 北緯35.2892028度 東経139.6601833度） | 5号ドック（北緯35度17分24.08秒 東経139度39分36.14秒 / 北緯35.2900222度 東経139.6600389度） | 6号ドック（北緯35度17分43.69秒 東経139度39分57.15秒 / 北緯35.2954694度 東経139.6658750度） |
| ------------ | ------------------------------------------------------------------------------------------ | ------------------------------------------------------------------------------------------ | ------------------------------------------------------------------------------------------ |
| 主体構造     | コンクリート造、石造                                                                       | コンクリート造、石造                                                                       | 鉄筋コンクリート造と考えられる                                                             |
| 起工         | 明治34年（1901年）11月                                                                     | 明治44年（1911年）7月                                                                      | 昭和10年（1935年）7月                                                                      |
| 竣工         | 明治38年（1905年）9月                                                                      | 大正5年（1916年）3月                                                                       | 昭和15年（1940年）5月                                                                      |
| 設計者       | 石黒五十二                                                                                 |                                                                                            | 吉田直                                                                                     |
| 施工管理     | 井上親雄                                                                                   | 澄田勘作                                                                                   |                                                                                            |
| 全長         | 240.49 m                                                                                   | 323.7 m                                                                                    | 365.80 m                                                                                   |
| 幅           | 38.1 m                                                                                     | 49.99 m                                                                                    | 67.50 m                                                                                    |
| 深さ         | 13.41 m                                                                                    | 15.24 m                                                                                    | 17.00 m                                                                                    |
| 延長工事     | 昭和3年（1928年）5月～昭和4年（1929年）5月。全長が40.60m延長された。                       | 大正13年（1924年）10月完成。全長が約70m延長された。                                        |                                                                                            |
| 再延長工事   | 昭和18年（1943年）4月～昭和19年（1944年）3月。全長が約27 m延長された。                     |                                                                                            |                                                                                            |
| 入渠可能艦船 | 大鯨、高雄                                                                                 | 赤城、扶桑、長門                                                                           | 信濃                                                                                       |